# Liste der Baudenkmäler in Coburg/M
Dieser Teil der Liste der Denkmäler in Coburg beschreibt die denkmalgeschützten Objekte in folgenden Coburger Straßen und Plätzen:
- Malmedystraße
- Marienberg
- Marienstraße
- Markt
- Marschberg
- Mauer
- Melanchtonstraße
- Metzgergasse
- Mittleres Kirchgässlein
- Mohrenstraße
- Mohrenweg
- Mühldamm
- Mühlgasse

## Malmedystraße
| Adresse Bezeichnung Akten-Nr.                   | Beschreibung | Foto |
| ----------------------------------------------- | --- | ---- |
| Malmedystraße (Lage)                            | Die steile Straße erhielt 1927 ihren Namen nach dem Ort Malmedy, der nach dem Ersten Weltkrieg 1920 an Belgien abgetreten wurde. Sie verbindet Pilgramsroth mit der südlich gelegenen Seidmannsdorfer Straße. Die Wohnbebauung stammt aus den 1920er und 1930er Jahren. |      |
| Malmedystraße 2 (Standort) Villa D-4-63-000-718 | Die Villa an der Ecke zu Pilgramsroth errichtete der Maurermeister Eduard Amend im Jahre 1911. 1952 wurde die Loggia mit einer großen korbbogigen Öffnung durch eine Mauerwerkswand, mit einem Fenster, geschlossen. Der Eingang des zweigeschossigen Satteldachhauses, das giebelständig zu Pigramsroth steht, ist in der Malmedystraße angeordnet und in einen Mittelrisalit mit einem bauzeitlichen Vordach integriert. Dahinter befindet sich das Treppenhaus mit seinen buntverglasten Fenstern. Die Hausecke im Erdgeschoss wird von zwei Eckfenstern mit einem Eckpfeiler gebildet. Der Eckpfeiler trägt, wie die an der anderen Hausecke stehenden Erkerpfeiler, ein Eierstabband. Der zweigeschossige Erker im Erdgeschoss besitzt ein großes Rundbogenfenster und im Obergeschoss eine Fachwerkkonstruktion. Der Giebel, über einem Fußwalm zurückgesetzt, weist einen dreiachsigen, verschindelten Segmentbogenerker auf, darüber befindet sich eine vorspringende, verschindelte Giebelspitze. |      |

## Marienberg
| Adresse Bezeichnung Akten-Nr.                | Beschreibung | Foto |
| -------------------------------------------- | --- | ---- |
| Marienberg (Lage)                            | Namenspatron der Straße ist seit 1904 Herzogin Marie, die von 1874 bis 1900 mit Herzog Alfred verheiratet war. Die steile Straße, vom Baumeister Carl Otto Leheis angelegt, verbindet die Ketschendorfer Straße mit der Hohen Straße und ist durch eine offene Bebauung gekennzeichnet. |      |
| Marienberg 3 (Standort) Villa D-4-63-000-719 | Im Jahre 1903 beauftragte der Fabrikant Carl Kessler den Maurermeister Max Frommann mit dem Bau der Villa an der Südwestseite des Marienberges. Eine zweigeschossige Veranda wurde 1910 an der Südostseite errichtet und ein nordwestlicher Anbau aufgestockt. Die dreigeschossige Villa am Anstieg des Marienberges besitzt eine Putzfassade mit Sandsteingliederungen auf einem Sockel aus bossiertem Quadermauerwerk. Die Straßenfront in Richtung Südwesten ist gekennzeichnet durch einen links stehenden polygonalen Eckturm, der unten in Sandstein ausgeführt ist und oberhalb eines Profilgesimses im Obergeschoss eine Verkleidung aus Faserzement aufweist. Ursprünglich war er wohl verschiefert. Den Abschluss bildet eine welsche Haube. In der Mitte ist dem Gebäude über einem großen segmentförmigen Loggiabogen eine hölzerne Veranda vorgesetzt. Rechts ist ein Risalit mit verzahnt gequaderten Kanten angeordnet, der im Erdgeschoss ein Segmentbogenfenster und im Obergeschoss zwei profilgerahmte Fenster aufweist. An der Nordwestseite befindet sich ein schmaler Treppenhausrisalit mit dem Eingang. |      |

## Marienstraße
| Adresse Bezeichnung Akten-Nr.                  | Beschreibung | Foto |
| ---------------------------------------------- | --- | ---- |
| Marienstraße (Lage)                            | Die Benennung der Straße erfolgte 1904, wie beim Marienberg, nach Herzogin Marie. Sie zweigt als Sackgasse von der Oberen Anlage ab und verläuft in Richtung Süden parallel zur Alexandrinenstraße. Die Bebauung der Marienstraße besteht aus Jugendstilvillen von Otto Leheis auf der westlichen und Gustav Keßler auf der östlichen Straßenseite. |      |
| Marienstraße 1 (Standort) Villa D-4-63-000-296 | Die Jugendstilvilla ließ der Architekt Gustav Keßler im Jahr 1905 errichten. Das dreigeschossige, traufständige Haus zeichnet sich durch die Verwendung von Rustikamauerwerk und Ziegel im Erdgeschoss, glatt verputzte Mauerwerksflächen in den Obergeschossen und rechteckiges Fachwerk mit enger Ständerstellung und wenigen Riegeln im Dachbereich aus. Unter einem Halbwalmdach zeigt das Gebäude auf der nördlichen Seite als Fassadengestaltungselemente einen Zwerchgiebel mit Eckerker, Filialgiebel und seitliche Veranden. Die Straßenfront ist gekennzeichnet durch einen polygonalen Eckturm mit Spitzdach auf der linken Seite, eine überdachte Holzfenstergruppe, darüber eine geschlossene Veranda, in der Mitte und ein Zwerchhaus mit Filialgiebel über einem flachen dreiseitigen Erker auf der rechten Seite. Auf der rückwärtigen Seite ist der überdachte Eingang vor einem Treppenhausrisalit, erschlossen über eine Hangtreppe, vorhanden. |      |
| Marienstraße 2 (Standort) Villa D-4-63-000-297 | Der Baumeister Otto Leheis baute 1904 die zweigeschossige Jugendstilvilla, mit Anleihen von der englischen Architektur in Hanglage zwischen Oberer Anlage und Marienstraße. Die äußeren Giebelflächen mit Fachwerk in rechteckiger, enger Ständerstellung, die darunter liegenden Fassadenflächen mit aufgeputztem Quadermauerwerk, unterschiedliche Fenstergrößen und -formen und eine Vielzahl von verschieden hohen Giebeln bestimmen das Erscheinungsbild des Hauses. Die östliche Straßenfassade zeigt einen zweigeschossigen Giebel mit einem dreiseitigen, flachen Erker über einem Fußwalm und im Obergeschoss einen dreiseitigen Eckerker. Die linke Südseite besitzt zwei höhenversetzte, parallele Giebel, wobei der rechte mit einem Pyramidendach und einer Schleppgaube ausgestattet ist und das Treppenhaus mit dem Eingang beherbergt. Die zugehörigen Fenster sind entsprechend dem Treppenlauf gestaffelt. Die Richtung Westen orientierte Hangseite hat einen hohen, verschieferten Giebel, die Nordseite ein fünfseitiges Zwerchhaus. |      |
| Marienstraße 3 (Standort) Villa D-4-63-000-298 | In den Jahren 1909/10 wurde in Hanglage die Jugendstilvilla mit einem Bezug zum Barock durch Gustav Keßler errichtet. Die Fassade des traufständigen, dreigeschossigen Mansarddachhauses steht auf einem Mauerwerk aus bossierten Quadern und enthält eine Vielzahl schmaler Fenster. Sie weist im Gegensatz zu den Nachbarhäusern kaum Fachwerk auf. Die Straßenfront ist in der Tiefe zweifach gestaffelt und besitzt als Vorbau einen dreiachsigen, von Konsolen getragenen Risalit, der beidseitig von einer Fensterachse flankiert wird. Darüber ist ein verschieferter Mansardzwerchgiebel mit einem Spornerker angeordnet. Links befindet sich ein runder Turm, im Dachbereich ebenfalls verschiefert und von einem doppelten Kegeldach abgeschlossen. Auf der Nordseite steht ein polygonaler Treppenhausturm mit dem Hauseingang. Die in Richtung Süden weisende rechte Seite des Vorbaus zeigt eine Fachwerkkonstruktion und im Hauptbau eine abgeschrägte Hausecke sowie einen Schwalbennesterker im Traufbereich. |      |
| Marienstraße 4 (Standort) Villa D-4-63-000-299 | Die 1902 geplante Jugendstilvilla mit Formen der deutschen Spätgotik beziehungsweise Renaissance erbaute Otto Leheis im Jahre 1904. Für die Fassade wurde in den Giebel- und Erkerbereichen Fachwerk verwendet, die übrigen Flächen zeigen aufgeputztes Quadermauerwerk. Die Straßenfront des zweigeschossigen, traufständigen Satteldachhauses wird geprägt durch ein überstehendes Zwerchhaus mit einem engen Fachwerkraster, das im Obergeschoss bereichsweise von zwei dreiseitigen Erkern gestalterisch fortgesetzt wird. Zwerchhaus und Erker werden außen von Schräghölzern auf Konsolen gestützt. Auf der rechten Seite befindet sich der Eingang mit einem spitzgiebeligen Holzschutzdach. Die Südfassade ist gekennzeichnet durch einen Filialgiebel über einem links angeordneten Risalit, rechts befindet sich im Obergeschoss eine überstehende Fachwerkkonstruktion, von Schräghölzern auf Konsolen getragen. Die Westseite zeigt hangabwärts einen zweiachsigen Mittelteil mit einem verschieferten Zwerchhaus. Die Nordseite weist einen Filialgiebel und einen Fußwalm auf. |      |
| Marienstraße 6 (Standort) Villa D-4-63-000-300 | Die zweigeschossige Jugendstilvilla aus dem Jahre 1904 stammt von Otto Leheis. Wie bei den Nachbarbauten zeigt die Fassade des giebelständigen Satteldachhauses aufgeputztes Quadermauerwerk und rechteckiges Fachwerk. Die Ostfassade in der Marienstraße ist im Erdgeschoss durch zwei segmentbogige Erker mit vier Fenstern gekennzeichnet, über denen im Obergeschoss ein Kastenerker aus Fachwerk mit zweimal drei Fenstern angebracht ist. Den Abschluss bilden im Dachgeschoss zwei kleinere dreiseitige Erker und darüber ein kleines Zwerchgiebelfeld des überstehenden Daches. Die Nordseite zeigt links einen Schweifgiebelrisalit mit nur einer Fensterreihe im Dachgeschoss und rechts einen zweiachsigen Treppenhausturm mit einer welschen Haube. Auf der Südseite ist ein Schweifgiebelrisalit, wie auf der Nordseite, sowie ein oben verbreiterter Giebelerker mit Satteldach vorhanden. Die Westseite besitzt einen hohen Schopfwalmgiebel und einen seitlichen Balkon unter einem Fußwalm. |      |
| Marienstraße 8 (Standort) Villa D-4-63-000-301 | Im Jahre 1904 beauftragte der Maurermeister Hermann Weber aus Schmalkalden Otto Leheis mit dem Bau der Jugendstilvilla. Die Straßenfront des traufständigen, zweigeschossigen Satteldachhauses zeigt mittig Fenster mit Steinpfostenteilung in Zweier- und Dreiergruppen. Rechts steht ein Eckturm mit einem achteckigen Obergeschoss und einem Spitzhelm, dessen Balkon 1910 geschlossen wurde. Die linke Seite kennzeichnen geschlossene Ecklauben, im Obergeschoss mit Holzbalustern ausgebildet. Das Dachgeschoss, für Wohnzwecke ausgebaut, besitzt eine Vielzahl von Dachaufbauten, die mit Fachwerkflächen gestaltet sind. Mittig ist ein hohes dreiachsiges Zwerchhaus und beiderseits davon jeweils eine zweiachsige Schleppgaube vorhanden. Die Giebelflächen auf der Nord- und Südseite sind mit Fachwerk in enger Stellung gestaltet, wobei in den Brüstungen der Pfostenabstand verdichtet wurde. Die Südfassade weist außerdem links einen runden Eckerker und die Nordfassade einen Filialgiebel und das Treppenhaus mit gestuften Fenstern auf. Die talseitige Westfassade zeichnet sich durch das sichtbare Kellergeschoss aus Ziegel, einen dreiseitigen Erker und einen auskragenden, verschieferten Zwerchhausgiebel aus. |      |
| Marienstraße 9 (Standort) Villa D-4-63-000-302 | Der Architekt Gustav Keßler ließ 1906 die Villa mit Jugendstilelementen errichten. 1909 folgte für den Fleischer Friedrich Dinkel ein rückwärtiger, zweigeschossiger Anbau mit Dachterrasse und Balkon. Bei der Fassade kam bei dem zweigeschossigen Mietshaus auf einem Sockel aus Rustikamauerwerk und Ziegel im Erdgeschoss verputztes Mauerwerk mit Quaderritzung zur Anwendung. Das Haus mit einem hohen Mansarddach besitzt einen L-förmigen Grundriss, wobei die kürzere Seite die Straßenfront ist. Die zeigt unter anderem in der Mitte einen Risalit mit Schweifgiebel mit verdoppelten Gebälkstücken an den Kanten im Dachgeschoss, eine Dreiergruppe von Fenstern mit gestufter Verdachung im Obergeschoss und Rustikamauerwerk im Erdgeschoss. Links steht ein zweigeschossiger, runder Eckerker und rechts ein erkerartiger Turm. Die Südfassade besitzt ebenfalls einen Schweifgiebel sowie doppelte, großflächige Fenster. Die ursprüngliche Innenausstattung mit Buntglas-Jugendstilfenstern, Treppengeländern mit Brettbalustern und stuckierten Jugendstildecken ist teilweise noch erhalten. |      |

## Markt
| Adresse      | Beschreibung | Foto |
| ------------ | --- | ---- |
| Markt (Lage) | Der Coburger Marktplatz ist das urbane Zentrum der Stadt Coburg. Die repräsentative Platzanlage, die durch sieben Gassen mit der Altstadt verbunden ist, wurde im frühen 15. Jahrhundert angelegt. Hier kreuzten sich die Handelsstraße von Nürnberg nach Erfurt, die von der Ketschengasse diagonal über den Platz zur Spitalgasse führte, mit der Verbindung von Prag nach Frankfurt am Main, über die von Osten kommende Steingasse und die Richtung Westen führende Judengasse. Auf der östlichen und westlichen Platzseite stehen im Regelfall traufständige Bürgerhäuser verschiedener Jahrhunderte, die Südseite und Nordseite bestimmen die Monumentalbauten Rathaus und das ehemalige Kanzleigebäude. |      |

| Adresse Bezeichnung Akten-Nr.                                                          | Beschreibung | Foto        |
| -------------------------------------------------------------------------------------- | --- | ----------- |
| Markt (Standort) Marktbrunnen D-4-63-000-319                                           | Vor der Sparkasse an der Einmündung der Rosengasse steht ein Kastenbrunnen mit achteckigem Becken und Pfeiler. Der Stockbrunnen stammt aus der zweiten Hälfte des 17. Jahrhunderts und wird Brunnen Am Grünen Baum genannt. |             |
| Markt (Standort) Marktbrunnen D-4-63-000-318                                           | Neben dem Rathaus, an der Einmündung der Ketschengasse, steht ein Kastenbrunnen mit oktogonalem Becken und Pfeiler. Der Stockbrunnen stammt aus der ersten Hälfte des 17. Jahrhunderts und wird Spenglersbrunnen genannt. |             |
| Markt (Standort) Prinz-Albert-Denkmal D-4-63-000-320                                   | In der Mitte des Marktplatzes steht das Prinz-Albert-Denkmal, ein Geschenk der Königin Victoria an die Heimatstadt ihres verstorbenen Gatten. Das Denkmal wurde am 26. August 1865, vier Jahre nach dem Tod des Prinzgemahls, aufgestellt. Es stellt Albert im Ornat eines Ritters des Hosenbandordens dar, der in seinen Händen den Bauplan des Londoner Kristallpalastes und einen Marschallstab hält. Das Modell fertigte der englische Bildhauer William Theed der Jüngere. |             |
| Markt 1 (Standort) Rathaus D-4-63-000-303                                              | Das Coburger Rathaus ist ein viergeschossiger Mansardwalmdachbau, geschmückt von einer offenen Laterne mit Kuppel. Das Rathaus wurde 1414 erstmals im Stadtbuch erwähnt. In den folgenden Jahrhunderten wurden umfangreiche Erweiterungen und Umbauten durchgeführt. Von 1577 bis 1580 errichtete der Baumeister Hans Schlachter neben dem gotischen Alten Rathaus einen neuen östlichen Flügel. Das Renaissance-Rathaus, ein viergeschossiges Gebäude, bekam unter anderem einen großen Saal und an der Ketschengasse einen sogenannten Coburger Erker. Der Coburger Stadtbaumeister Paul Weißmann ergänzte 1579 die Gebäudegruppe im Innenhof mit einem Treppenturm, der mit einer Steinwendeltreppe ausgestattet ist. Der nächste umfangreiche Umbau wurde von 1750 bis 1752 ausgeführt. Die beiden Gebäude haben eine Rokokofassade mit farbigem Putz und sind unter einem dreigeschossigen Mansardwalmdach zusammengefasst. Ein mit einer Mauritiusfigur geschmückter Dreiecksgiebel, der die Fassade in dreimal vier Achsen teilt, ist in der Gebäudemitte angeordnet. |             |
| Markt 2/3 (Standort) Sparkasse, dreigeschossige Fassade mit Mansarddach D-4-63-000-304 | Das dreigeschossige Haus an der Ecke zur Rosengasse geht auf zwei Häuser zurück, die 1396 und 1440 erstmals dokumentiert wurden. Nach der Vereinigung der Häuser entstand an dem Gebäude 1766 die einzige erhaltene Rokokofassade Coburgs. In den 1910er Jahren erwarb die Stadt das Haus. Ab 1936 planten die Vereinigten Coburger Sparkassen die Nutzung des Grundstücks mit einer neuen Hauptstelle. Dabei sollte unter anderem die Rathausfassade verlängert und ein weiterer Coburger Erker, der „Führererker“, an der Ecke zur Rosengasse entstehen. Diese Baumaßnahme kam durch den Ausbruch des Zweiten Weltkriegs nicht zur Ausführung. Die verputzte Fachwerkfassade des Hauses mit seinen zehn Achsen wird durch einen mittig angeordneten vierachsigen Risalit mit Zwerchhaus und Schweifgiebel geprägt, der durch reiche Rocaillestukaturen auf den Fensterbrüstungen und im Giebelfeld geschmückt ist. Das Giebelfeld enthält ein kleines elliptisches Bodenfenster, unter dem sich eine Kartusche mit der Jahreszahl 1766 und den Buchstaben J.P.B., die sich wohl auf den Kaufmann Johann Philipp Beyer beziehen, und einem Anker befindet. Das Mansarddach weist beiderseits des Zwerchhauses Hausgauben und darüber runde Gauben auf. Die Fassade in der Rosengasse besitzt sieben Achsen mit glatten verputzten Brüstungen und fünf Gauben. |             |
| Markt 4 (Standort) ehemaliges Gasthaus Zum grünen Baum D-4-63-000-305                  | Das viergeschossige Traufseithaus, das teilweise in der Rosengasse steht, wurde nach einem Brand im Jahre 1594 neu errichtet. In dem Anwesen war über Jahrhunderte das Gasthaus Zum grünen Baum untergebracht. In der heutigen Zeit wird es als Geschäftshaus genutzt. Die um 1900 entstandene Fassade des Satteldachbaus besteht in den Obergeschossen aus einer verputzten, vorkragenden Fachwerkkonstruktion, die auf einem massiven, modern ausgebauten Erdgeschoss steht. Sie ist gekennzeichnet durch Putzlisenen an den Hauskanten und eine enge Anordnung von dreizehn Fensterachsen. Im dritten Obergeschoss sind zwischen den Fenstern Konsolen unter der Dachtraufe. |             |
| Markt 5 (Standort) Wohn- und Geschäftshaus D-4-63-000-306                              | Etwa 1600 wurde das dreigeschossige Eckhaus an der Judengasse errichtet, das auch nach einem ehemaligen Eigentümer als Federhaus bezeichnet wird. Größere Umbaumaßnahmen durch Georg Meyer kamen 1868 mit einem Laden, 1883 mit zwei weiteren Läden, die 1902 zu einem zusammengefasst wurden, und zwei Dachgauben mit Segmentbogengiebel und 1958 mit einer Aufstockung auf dem südwestlichen Flügel zur Ausführung. Das traufständige Satteldachhaus mit seiner fünfachsigen Fassade zum Markt besitzt in den Obergeschossen ein verputztes Fachwerk. Es zeichnet sich durch einen rechts angeordneten, zweigeschossigen Kastenerker mit geschnitzten Ecksäulen, als Herme gestaltet, aus. Das massive, gebänderte Erdgeschoss ist dagegen näherungsweise symmetrisch gestaltet. In der Mitte befindet sich ein rundbogiger Ladeneingang mit einem Architrav, flankiert beidseits von stichbogigen Schaufenstern und außen von ähnlichen Eingängen. Das hohe, dreigeschossige, ausgebaute Dach zeigt in der Mitte ein zweiachsiges Zwerchhaus mit Doppelfenster im Giebel. |             |
| Markt 6 (Standort) Wohn- und Geschäftshaus D-4-63-000-307                              | Das dreigeschossige Eckhaus an der Judengasse, mit zwei rückwärtigen Seitenflügeln, geht auf einen Umbau von 1600 zurück. Für das späte 17. Jahrhundert ist der Neubau einer Haushälfte belegt. Das Gebäude, in dem auch das Gasthaus „Zum guldenen Stern“ untergebracht war, erfuhr 1871 nach Plänen des Stadtbaumeisters Julius Martinet einen umfangreichen Umbau für die Coburg-Gothaische Credit-Gesellschaft. Dabei erhielt insbesondere die Erdgeschossfassade eine neue Gestaltung, unter anderem mit größeren Fenstern, und aus dem Walmdach wurde ein Mansardwalmdach mit einem neu gestalteten Zwerchhaus sowie einem erhöhten Eckerker. Nach dem Auszug der Bank folgte 1934 der Einbau von Läden im Erdgeschoss und von Wohnungen im ersten Obergeschoss. Die letzte Erweiterung der Verkaufsflächen im Erdgeschoss war 1991, wozu größere Abfangungen eingebaut wurden. Während die Fassade in der Judengasse zwölf Achsen besitzt, weist sie zum Markt nur vier auf. An der zugehörigen Hausecke steht ein Coburger Erker auf einer Säule, die sich in fünf Schichten vergrößert. Eine welsche Haube auf einem niedrigen Attikageschoss zeigt der Erker als oberen Abschluss. Die Fassade ist durch stichbogige Schaufenster im Erdgeschoss, gerahmte Fenster im ersten Obergeschoss und Fenster mit Verdachungen und Profilstürzen im zweiten Obergeschoss gekennzeichnet. Am Markt befindet sich oberhalb der Traufe, die einen Zahnschnitt aufweist, mittig eine dreiachsige Ziergaube mit Pilastern und mit einem Baluster-Kranzgesims und Segmentbogengiebel. Den Abschluss der Ziergaube bilden beidseits Pyramiden und mittig eine Frauenmaske mit Krone.         |             |
| Markt 7/8 (Standort) Wohn- und Geschäftshaus D-4-63-000-308                            | Das viergeschossige Eckhaus an der Nägleinsgasse errichtete 1875 der Maurermeister Georg Meyer als Doppelhaus anstelle zweier mittelalterlicher Wohnhäuser für die Fabrikantin Sophie Petz (Nr. 7) und den Gerbermeister Heinrich Aumüller. Die Läden im Erdgeschoss erfuhren 1924 Vergrößerungen in beiden Haushälften, zu weiteren Umbauten kam es in den folgenden Jahrzehnten. Dabei wurde unter anderem in Nr. 7 im Jahre 1996 ausgebaut. Das Walmdachhaus weist als Stil den Neuklassizismus auf. Die Fassade zum Markt zeigt sechs Fensterachsen und ein durch Profilstürze hervorgehobenes erstes Obergeschoss. Unter der Dachtraufe ist ein Konsolfries über einen Palmettenreihe angeordnet. Die Nebenfassade in der Nägleinsgasse besitzt acht Achsen. |             |
| Markt 9 (Standort) Wohn- und Geschäftshaus, Buchhandlung Riemann D-4-63-000-309        | Der Kern des dreigeschossigen Eckhauses an der Nägleinsgasse ist spätmittelalterlich. Es entstand 1736 aus der Vereinigung zweier Häuser. Eine Neugestaltung der Fassade wurde 1866 durchgeführt. 1878 ließ der Buchhändler Bruno Riemann im Erdgeschoss einen Laden einbauen und die Fassade umgestalten. Umbaumaßnahmen am Dach veranlassten die Buchhändlerwitwe Auguste Riemann und ihr Sohn Bruno im Jahre 1883. Weitere Vergrößerungen der Buchhandlung und entsprechende Baumaßnahmen folgten bis zum Jahre 2004. Zu dem Gebäudekomplex gehören ein zweiflügeliges Vorderhaus und ein rückwärtiges Eckhaus. Zum Markt ist die Fassade des Mansarddachhauses durch ein gebändertes Erdgeschoss mit drei stichbogigen Fenstern und einem Ladeneingang gekennzeichnet. Die siebenachsigen Obergeschosse sind vom Erdgeschoss durch ein Profilgesims getrennt. Über diesem ist ein dreiachsiges Zwerchhaus mit ornamentierten Pilastern und einem Dreiecksgiebel, flankiert von zwei Hausgauben, angeordnet. In der Nägleinsgasse sind das Erdgeschoss mit Quadermauerwerk ausgeführt und die Obergeschosse mit vier Fensterachsen ausgebildet. Das dem Eckhaus folgende Rückgebäude ist auch vierachsig gestaltet, gefolgt vom dreigeschossigen, vierachsigen Eckbau am Straßenknick der Nägleinsgasse. Der rückwärtige Eckbau besitzt in der Westfassade ein Korbbogenportal mit einem Keilstein, der die Bezeichnung „1736 S“, nach dem Handelsmann Valentin Schmidt, trägt. |             |
| Markt 10 (Standort) Stadthaus D-4-63-000-310                                           | Das Coburger Stadthaus, ehemals Kanzleigebäude, befindet sich an der nördlichen Seite des Marktplatzes. Der dreigeschossige Satteldachbau, geschmückt durch zwei Erker und drei Zwerchhäuser, ist der bekannteste Renaissancebau der Stadt. Herzog Johann Casimir veranlasste den Bau des repräsentativen Staats- und Verwaltungsbaus für die Landesregierung gegenüber dem Rathaus. Das Bauwerk entstand unter der Leitung des Architekten und Malers Peter Sengelaub in den Jahren 1597 bis 1601. Der Bildhauer Nikolaus Bergner schuf den plastischen Schmuck. |             |
| Markt 11 (Standort) Wohn- und Geschäftshaus D-4-63-000-311                             | Das dreigeschossige Anwesen um einen Innenhof besteht aus mehreren Gebäuden, einem spätmittelalterlichen Eckhaus zum Markt und einem zweiflügeligen Rückgebäude entlang der Herrengasse aus dem 16. Jahrhundert. Ab 1860 sind von Georg Meyer durchgeführte Veränderungen und Vergrößerungen der Läden im Erdgeschoss dokumentiert. 1912 erwarb der Kaufmann Max Brückner das Anwesen, in dem er und seine Nachfahren bis Anfang der 2000er Jahre einen Laden mit dem Namen Globus betrieben. Das traufständige Vorderhaus zum Markt ist im Erdgeschoss größtenteils modernisiert. Darüber sind zwei Etagen mit sichtbaren Fachwerkkonstruktionen vorhanden, bestehend aus starken Ständern und schmaleren Riegeln, wobei das zweite, vorstehende Obergeschoss wohl erst im 16. oder 17. Jahrhundert entstanden ist. Den Abschluss bildet über den sechs Fensterachsen zum Markt ein steiles Satteldach. Die nördliche Giebelseite zur Herrngasse weist vier Fensterachsen auf und im Dachgeschoss einen Kragbalken unter einer Luke zur Nutzung als Speicher. Markant ist der Südgiebel aus Ziegel, mit gestuften durchbrochenen Bogenfeldern. Das Rückgebäude, ein Traufseithaus zur Herrngasse, zeigt ein massives Erdgeschoss mit segmentbogigen Türen und Fenstern und in den Feldern der Obergeschossfassade Fachwerk mit Andreaskreuzen. |             |
| Markt 12/13 (Standort) Wohn- und Geschäftshaus D-4-63-000-312                          | Die älteste Bausubstanz des dreigeschossigen Doppelhauskomplexes, die kreuzgratgewölbte Kemenate als Kern des Rückgebäudes von Haus Nr. 13, kann dem 14. Jahrhundert zugeordnet werden. Sie wird zu den ältesten Zeugnissen des Coburger Profanbaus gezählt. Dokumentiert ist das Haus erstmals für 1464. Die beiden Vorderhäuser wurden wohl Anfang des 16. Jahrhunderts errichtet. Das Hinterhaus von Nr. 13 wird dem 17. Jahrhundert zugeschrieben. Nachdem 1865 der Kaufmann Ludwig Appel das Haus Nr. 13 erwarb, das Nachbarhaus war schon länger Eigentum seiner Familie, kam es durch eine Fassadenneugestaltung und Angleichung der Dächer zu einer Vereinigung der beiden schmalen Häuser. 1965 wurden für ein Bekleidungsgeschäft anstelle von Innenwänden Abfangungen eingebaut und 1985 bis 1987 im Rahmen einer Erweiterung die Hinterhäuser, die Kemenate blieb erhalten, durch einen Neubau ersetzt. Das Traufseithaus besitzt ein symmetrisch gestaltetes Mansarddach mit vier Segementbogengauben. Die Fassade darunter, eine verputzte Fachwerkkonstruktion, zeigt jedoch in den Obergeschossen durch ihre Gestaltung die beiden Haushälften. Das linke Haus Nr. 12 besitzt einen zweigeschossigen Kastenerker, als Besonderheit in den Ecken durchfenstert. Die fünf Fenster des Hauses Nr. 13 bilden dagegen eine Gruppe. |             |
| Markt 14 (Standort) Wohn- und Geschäftshaus D-4-63-000-313                             | Das dreigeschossige Mansarddachhaus wurde im 18. oder 19. Jahrhundert errichtet. Anfang des 20. Jahrhunderts wurden Werkstätten in den Innenhöfen eingebaut. Seit dem Jahre 2003 ist im Erdgeschoss ein Café untergebracht. Das Anwesen mit seinen zwei Innenhöfen besteht aus zwei Rückgebäuden und einem Vorderhaus, das als Traufseithaus angeordnet ist. Die Fassade zum Markt, in der zweiten Hälfte des 19. Jahrhunderts entstanden, ist im hohen Erdgeschosse massiv ausgebildet und weist dort stichbogige Öffnungen für zwei Türen und ein Schaufenster auf. Die beiden Obergeschosse besitzen eine verputzte Fachwerkkonstruktion und eine dichte Reihe von sechs Fenstern, mit durchgehenden Brüstungsprofilen zu Bändern gestaltet. Das erste Obergeschoss zeichnet ein mittiger Dreiecksgiebel auf Konsolen aus. Ein zweiachsiges Zwerchhaus mit Satteldach und beidseitigen Segmentbogengauben bildet den oberen Abschluss. Das erste Hinterhaus, ein dreigeschossiges Satteldachhaus, entstand im 18. Jahrhundert. Es steht nach einem Innenhof parallel zum Vorderhaus und ist durch zwei seitlich angeordnete dreigeschossige Laubengänge mit dem Vorderhaus verbunden. Die westliche Fassade ist vierachsig ausgeführt und die Flächen im zweiten Obergeschoss sowie im Zwerchhaus zeigen freigelegtes Fachwerk. Über der rundbogigen Hauseingangstür ist das Relief eines springenden Pferdes angebracht, das ursprünglich um 1880 beim Gasthof „Weißes Ross“ hängte. Den anschließenden hinteren Innenhof bilden das zweite verputzte Hinterhaus, wiederum ein dreigeschossiges Satteldachhaus, mit seinem winkelförmigen Grundriss und eine zweigeschossige Laube. |             |
| Markt 15 (Standort) Hofapotheke D-4-63-000-314                                         | Die Coburger Hofapotheke steht an der östlichen Seite des Marktplatzes zur Steingasse hin. Der dreigeschossige, steile Satteldachbau ist unter anderem durch einen Rechteckerker, eine Muttergottesfigur und eine Statue des heiligen Christophorus geschmückt und gehört zu den ältesten Gebäuden am Coburger Marktplatz. Das Bauwerk besteht aus zwei parallelen Satteldachhäusern am Markt und in der Steingasse, die durch einen Zwischenbau miteinander verbunden sind. Das Vorderhaus wurde schon Mitte des 15. Jahrhunderts erwähnt. Das Rückgebäude ist um 1510 und der Zwischenbau um 1500 errichtet worden. | Hofapotheke |
| Markt 16 (Standort) Wohn- und Geschäftshaus D-4-63-000-315                             | Die ursprüngliche Bausubstanz des dreigeschossigen Eckhauses zur Steingasse stammt aus dem Spätmittelalter. Dementsprechend wurde es im Jahre 1730 als sehr altes Eckhaus mit drei Stockwerken, drei Stuben, drei Gewölben und zwei Kellern beschrieben. Um 1800 folgte ein Fassadenumgestaltung, wobei wohl eine Vereinigung von zwei Häusern durchgeführt wurde, worauf ein Fassadensprung in der Steingasse im Erdgeschoss zu einem schmaleren, östlichen Flügel hindeutet. Umbauten im Ladenbereich erfolgten 1957 und 1990 sowie 1997 im zweiten Obergeschoss für eine Praxis. Die Fassade besteht aus einem massiven Erdgeschoss, zum Markt modern gestaltet und in der Steingasse noch aus Quadermauerwerk bestehend, auf der eine verputzte Fachwerkkonstruktion mit hohen Brüstungen und engen Fensterabständen steht. Die sechsachsige, durch Bänderungen eingerahmte Hauptfassade entstand 1879 und zeigt im ersten Obergeschoss Fenster mit dreieckigen und segmentbogigen Verdachungen auf Konsolen. Im zweiten Obergeschoss haben die Fenster Sturzprofile. Das Walmdach besitzt ein mittiges, zweiachsiges Zwerchhaus mit verschiefertem Dreiecksgiebel, beidseitig ist je eine Hausgaube angeordnet. Die längere Fassadenseite in der Steingasse ist durch acht einfach gestaltete Fensterachsen gekennzeichnet. |             |
| Markt 17 (Standort) Wohn- und Geschäftshaus D-4-63-000-316                             | Das viergeschossige traufständige Satteldachhaus stammt wohl in seinem Kern aus dem 16. oder 17. Jahrhundert. 1777 erfolgte ein umfangreicher Um- oder Neubau. Im Jahr 1875 wurde das Vorderhaus mit Einbau eines Zwerchhauses um ein Stockwerk aufgestockt und eine die Fassade neugestaltet. Weitere Umbaumaßnahmen wurden 1970 im Erdgeschoss für eine Eisdiele und 1996 bis 2000 in den Obergeschossen durchgeführt. Der Gebäudekomplex steht auf einem schmalen, langen Grundstück und besteht aus dem Vorderhaus sowie hinter einem Hof aus einem Rückgebäude. Die Erschließung erfolgt auf der rechten Seite über einen Hausflur zu einer rückwärtigen Treppe und einen Laubengang zwischen beiden Gebäuden. Die Marktfassade hat ein massives, heute modern ausgebautes Erdgeschoss und eine verputzte Fachwerkkonstruktion in den Obergeschossen. Die beiden unteren Obergeschosse besitzen vier enge Fensterachsen mit durchlaufenden Bänken und einem Dreiecksgiebel über den beiden mittleren Fenstern. Darüber befindet sich ein flaches, Satteldach. Die großen Zimmer an der Marktseite besitzen teilweise noch Stuckdecken aus dem 18. Jahrhundert mit Reliefbüsten antiker Götter. |             |
| Markt 18 (Standort) Wohn- und Geschäftshaus D-4-63-000-317                             | Die ursprüngliche Bausubstanz des viergeschossigen, giebelständigen Hauses stammt aus dem 16. Jahrhundert. Das anfänglich wohl zweigeschossige Massivhaus wurde um zwei Etagen aufgestockt. Im Jahre 1881 wurde die Fassade neugestaltet. Dabei wurden die Fenster im ersten Obergeschoss vergrößert und in allen Obergeschossen profiliert. Im Jahre 1901 kam es zu einer Erweiterung des Erdgeschossladens, ein weiterer Umbau ist für 1982 belegt. Das Grundstück des Anwesens ist lang und schmal ausgebildet und gegenüber der Baulinie der Ketschengasse deutlich zurückspringend. Das Dachgeschoss wurde zur Wohnraumnutzung ausgebaut. Die zweiachsige Fassade ist im Erdgeschoss massiv ausgeführt. In diesem Bereich sind größtenteils die bauzeitlichen Wände durch Abfangungen ersetzt worden, wobei Neurenaissance-Pfeiler des alten Ladengrundrisses noch vorhanden sind. Die einfach gestaltete Obergeschossfassade ist eine verputzte Fachwerkkonstruktion. |             |

## Marschberg
| Adresse Bezeichnung Akten-Nr.                | Beschreibung | Foto |
| -------------------------------------------- | --- | ---- |
| Marschberg (Lage)                            | Der Marschberg führt südwestlich der Altstand als steile Straße aus dem Itztal, am Ahornberg vorbei, über Ahorn und Witzmannsberg nach Seßlach. Dementsprechend hieß die Straße, an der Ketschendorfer Brücke beginnend, bis ins 19. Jahrhundert Seßlacher Weg. Seit 1875 führt Flur und Straße die Bezeichnung Marschberg, die wohl aus der Verbindung des Namens „Am Ahornberg“ zu „Marnsberg“ und „Marsberg“ entstanden ist. Villen in Hanglage prägen das Straßenbild. |      |
| Marschberg 2 (Standort) Villa D-4-63-000-720 | Die zweigeschossige Villa über der Straßenkreuzung Marschberg/Hutstraße wurde 1903 im historistischen Stil nach Plänen des Architekten Gustav Keßler errichtet. Die Giebelseite mit der Hauptfassade ist nach Osten ausgerichtet und weist als Vorbauten links eine geschlossene Veranda und rechts einen Eckturm mit einem polygonalen Grundriss, offenen Fachwerkflächen, wie die dahinter stehende Giebelfläche, und einem Spitzhelm auf. Auf den Längsseiten sind unter dem Halbwalmdach Erker und ein Zwerchhaus angeordnet. Die westliche Giebelseite weist einen hölzernen Eckerker und einen Filialgiebel auf. Auf der Nordseite befindet sich über einem Brunnen eine Aussichtsterrasse mit einer Brüstung die Akanthusblätter mit einem Frosch zieren. |      |
| Marschberg 9 (Standort) Villa D-4-63-000-874 | Aus dem Jahre 1900 stammt die zweigeschossige Villa auf einer Anhöhe, die der Architekt Gustav Keßler im historistischen Stil mit Jugendstilelementen entwarf. Kennzeichnend ist die Verwendung von massiven verputzen Wänden in den Normalgeschossen, von offenen Fachwerkflächen im Giebelbereich und bei den Erkern sowie Ziegelmauerwerk im Untergeschoss. Das Satteldachhaus zeigt an der westlichen Giebelseite in der Hügelstraße rechts einen Filialgiebel über einem Kastenerker und Fachwerk mit Fußdreiecken und Schnitzereien. Die Südseite weist den Hauseingang mit einem Treppenhausrisalit und Treppengiebel und die östliche Giebelseite einen Fußwalm und daneben einen Fachwerkrisalit mit Filialgiebel auf. Die Nordfassade besitzt ein freiliegendes Untergeschoss über dem das Erdgeschoss mit einer offenen Veranda und einem Erker angeordnet ist. Den Abschluss bildet im Dachbereich eine Gruppe von drei Segmentbogenfenstern über denen ein turmartiger Aufbau mit doppeltem Dach steht. |      |

## Mauer
| Adresse Bezeichnung Akten-Nr.                              | Beschreibung | Foto |
| ---------------------------------------------------------- | --- | ---- |
| Mauer (Lage)                                               | Die Straße beginnt am Judentor und endet am Spitaltor. Ursprünglich führte hier die innere Stadtmauer entlang. |      |
| Mauer 28 (Standort) Wohn- und Geschäftshaus D-4-63-000-886 | Das Wohn- und Geschäftshaus ist das Rückgebäude von Spitalgasse 25. Der entkernte und überformte Eckbau hat drei Fachwerkobergeschosse und ein Satteldach und ist mit der Jahreszahl 1700 bezeichnet. In der Traufseite sind sechs Fensterachsen und in der Giebelseite vier angeordnet. |      |

## Melanchtonstraße
| Adresse Bezeichnung Akten-Nr.                         | Beschreibung | Foto |
| ----------------------------------------------------- | --- | ---- |
| Melanchtonstraße (Lage)                               | Die Melanchtonstraße ist eine Stichstraße, die 1904 angelegt und im letzten Drittel des 20. Jahrhunderts ausgebaut wurde. Sie zweigt vom Kanonenweg Richtung Norden ab. Die Benennung erfolgte nach dem Reformator Philipp Melanchthon, der sich im 16. Jahrhundert dreimal in Coburg aufgehalten hat. |      |
| Melanchtonstraße 12 (Standort) Atelier D-4-63-000-924 | Im Jahre 1874 beauftragten die Hoftheatermaler und Brüder Gotthold und Max Brückner den Baumeister Bernhard Felber mit dem Bau eines Ateliers in Ergänzung zu dem benachbarten Wohnhaus in der Rodacher Straße 11. Nach dem Tod von Max Brückner pachtete 1928 die Pyramiden-Fliegenfängerfabrik das Gebäude und veranlasste unter anderem den Einbau von Obergeschossfenstern an der westlichen Giebelseite. 1941 folgte der Einbau einer Innentreppe und der Ausbau des Kellers und ab 1943 bis 1945 die Nutzung als Unterkunft für ausländische Arbeitskräfte. Das eingeschossige Gebäude ist giebelständig und weist an den Längsseiten sieben Achsen mit fünf großen Doppelfenstern auf. Das Malersaal besitzt als Konstruktionselemente eiserne Rahmen bestehend aus Trägern und schrägen Strebepfeilern mit Köpfen mit Rosettenornamenten. Heute ist der Raum in Längsrichtung durch Trennwände in drei Abschnitte unterteilt. |      |

## Metzgergasse
| Adresse Bezeichnung Akten-Nr.                                     | Beschreibung | Foto |
| ----------------------------------------------------------------- | --- | ---- |
| Metzgergasse (Lage)                                               | Die Metzgergasse beginnt vor dem Judentor und verbindet die Judengasse mit der Rosengasse. Sie verläuft in einem Bogen parallel zur ehemaligen Stadtmauer. Nach 1599 befanden sich in der Metzgergasse die vom Rathausplatz an den damaligen Stadtrand verlegten Fleischbänke, die Verkaufsstände der Metzger. Sie weist eine unregelmäßige Bebauung bestehend aus Traufseit- und Giebelhäusern auf. |      |
| Metzgergasse (Standort)                                           | Die Rückseiten der Häuser Metzgergasse 2 bis 12 und Judengasse 9 stehen auf den Resten der inneren Stadtbefestigung. Das Sandsteinquadermauerwerk wurde um 1860/65 erneuert und mit der Bebauung auch teilweise durchfenstert. |      |
| Metzgergasse 1 (Standort) Wohnhaus D-4-63-000-321                 | Das dreigeschossige Traufseithaus wurde 1613 für den Wachtmeister Valentin Lahr errichtet und 1734 um ein Geschoss aufgestockt. Zu einem Umbau mit Sanierung kam es 1989. Das Haus ist in der Bauflucht gegenüber dem benachbarten Eckhaus Judengasse 7 um eine Fensterachse nach vorne versetzt und besitzt einen kleinen Innenhof. Die Fassade besteht aus einem massiven Sandsteinquadersockel auf dem eine verputzte Fachwerkkonstruktion steht, die in den einzelnen Stockwerken vorsteht. Die Gestaltung besteht im Erdgeschoss aus einem mittigen stichbogigen Hauseingang neben einem Kellerabgang. Die Fenster sind wie auch im ersten Obergeschoss mit Rahmen zu Gruppen zusammengefasst. Die vier stichbogigen Einzelfenster im zweiten Obergeschoss und die Ecknutungen stammen aus dem Jahre 1734. Das gleich alte Satteldach weist ein zweiachsiges Zwerchhaus flankiert von zwei Gauben auf. |      |
| Metzgergasse 2 (Standort) Wohnhaus D-4-63-000-322                 | Um 1799 bis 1818 ließen die Erben des Senators Johann August Sebastian Bartenstein das dreigeschossige Traufseithaus errichten. 1846 veranlasste der Tuchmachermeister Carl Götz die Aufstockung an der Rückseite und den dortigen Einbau eines Zwerchhauses, 1925 folgte im Rahmen eines Ausbaus des Daches als Wohnraum das Zwerchhaus zur Metzgergasse. Der Erdgeschossladen entstand 1897 für den Sattlermeister Josef Hoffmann und 1928 das zugehörige große Schaufenster. Die Geometrie des Gebäudes ist durch die Reste der ehemaligen Stadtmauer gekennzeichnet, die rückseitig das Grundstück mit einem kleinen Hof begrenzt. Die Fassade zur Straßen weist ein massives Erdgeschoss auf, auf dem verputztes Fachwerk steht. Im Erdgeschoss sind links vom Laden die Hauseingangstür mit Profilgebälk und Keilstein und ein Segmentbogenfenster mit Fase angeordnet. Die Fenster der sechsachsigen Obergeschosse sind mit Rundstab profiliert. Das Satteldach zeigt eine stark profilierte Traufe und wird von einem vierachsigen Zwerchhaus mit einem Dreiecksgiebel durchdrungen.                                                      |      |
| Metzgergasse 3 (Standort) Bürgerhaus D-4-63-000-323               | Die ursprüngliche Bausubstanz des zweigeschossigen, traufständigen Wohnhauses wird auf das Jahr 1531 datiert. Die Haustür und die Gestaltung des Eingangs stammen aus dem 18. oder frühen 19. Jahrhundert. Im Jahre 1927 wurde das Dach ausgebaut. Im Zuge der Haussanierung kam es zwischen 1989 und 1991 zum Abbruch des Seitenflügels, der 1551 errichtet worden war. Das ehemalige Bürgerhaus besitzt rückwärtig einen kleinen Lichthof. Die sechsachsige Fassade besteht aus einer verputzten Fachwerkkonstruktion, im Obergeschoss leicht vorspringend. Rechts bilden jeweils drei Fenster eine Gruppe. Der Eingang zeigt einen geohrten Sandsteinrahmen und das Satteldach drei Hausgauben. |      |
| Metzgergasse 4 (Standort) Bürgerhaus D-4-63-000-324               | Das zweigeschossige Traufseithaus weist einen Kern aus dem 16. oder 17. Jahrhundert auf. Um 1800 kam es zu einer Fassadenänderung der 1845 eine weitere im Erdgeschoss folgte. Dabei wurde im Auftrag von Margaretha Wilhelmine Jacobi unter anderem der Kellereingang an der Straße geschlossen und die Eingangstür versetzt. 1866 gab es eine Erweiterung des Wohnhauses und 1893 einen rückwärtigen dreigeschossigen Anbau. Das Anwesen, das rückseitig an die ehemalige Stadtmauer angrenzt, besitzt in der Straßenfront eine verputzte Fassade, auf einem massive Sockel stehend. Gegenüber dem Nachbarhaus ist das Gebäude in der Bauflucht um eine Fensterachse nach vorn versetzt. Im Obergeschoss sind sechs Fenster in gleichen Abständen direkt unter der Dachschwelle angeordnet. Im Satteldach sitzen zurückgesetzt, drei verschindelte Dachgauben, die mittlere zweiachsig ausgebildet. Die westlichen Rückseite Am Viktoriabrunnen ist komplett verschiefert und umfasst mit zwei rückwärtigen Seitenflügeln einen kleinen Garten.                                                                                                 |      |
| Metzgergasse 5 (Standort) Wohn- und Geschäftshaus D-4-63-000-325  | Das zweigeschossige Wohnhaus mit einem Mansarddach wurde um 1800 an Stelle eines Fachwerkhauses mit Satteldach errichtet, wodurch bei unveränderter Firsthöhe eine zusätzliche Etage zur Wohnraumnutzung entstand. 1832 ließ der Buchhändler Johann Ernst Meusel den Kellereingang von der Straße ins Haus verlegen. Eine rückwärtige Treppe verbindet den mittig angeordneten Hauseingang über einen Flur mit den Wohnungen im Ober- und Dachgeschoss. Im Zuge der Haussanierung kam es zwischen 1992 und 1994 zum Abbruch des Hinterhauses. Das Traufseithaus weist eine verputzte Fachwerkkonstruktion mit einem Gewölbekeller auf. Die fünfachsige Fassade zur Straße ist streng symmetrisch gestaltet, wobei ein zweiachsiges Zwerchhaus zwischen zwei Gauben den oberen Abschluss bildet. Die Putzfassade des Brüstungsbandes im Obergeschoss ist seit 1920 durch Festons und Kartusche dekoriert. |      |
| Metzgergasse 8 (Standort) Wohn- und Geschäftshaus D-4-63-000-327  | Das dreigeschossige Wohnhaus wurde im 18. Jahrhundert errichtet. Im Jahre 1831 veranlasste der Hutmachermeister Johann Anton Kohr eine Erweiterung mit einer rückseitigen Aufstockung und Überbauung des Hofes, wozu ein Fachwerkgiebel auf der Stadtmauer errichtet wurde. 1906 folgte ein Erdgeschossumbau und 1982 kam es zum Einbau einer Garage. Die Fassade des Traufseithauses ist gekennzeichnet durch eine seit 1952 offene Fachwerkkonstruktion, die auf einem massiven Erdgeschoss aus Sandstein steht. Das Erdgeschoss weist mittig den Hauseingang auf, der durch ein steinernes Portal mit Ohrung sowie Segmentbogen eingerahmt ist und einen Keilstein besitzt. Der Keilstein trägt die Bezeichnung 1745 und die Hauszeichen eines Fasses und Zirkels, die auf einen Küfer als Bauherr hinweisen, sowie die Initialen EGW. Das Fachwerk der Obergeschosse besitzt nur senkrechte Pfosten und horizontale Riegel und in jeder Etage zwei Fenstergruppen. |      |
| Metzgergasse 10 (Standort) Wohnhaus D-4-63-000-328                | Die ursprüngliche Bausubstanz des zweigeschossigen Wohnhauses stammt wohl aus dem 16. oder 17. Jahrhundert. Eine Umgestaltung erfuhr das Gebäude im 18. oder 19. Jahrhundert. Der Koch und Metzger August Gagel ließ 1834 das Anwesen vergrößern. Dazu wurde der Innenhof, der vom Vorderhaus, zwei Seitenflügeln und der Stadtmauer begrenzt war, mit einem Stockwerk und einem gemeinsamen Dach überbaut. Der Einbau eines Erkers in die westlichen Stadtmauerfassade folgte 1904. Das traufständige Satteldachhaus weist im Vergleich zu seinen Nachbarhäusern ein Stockwerk weniger auf, hat allerdings aufgrund des steilen Daches die gleiche Firsthöhe. Das ausgebaute Dach besitzt in der Straßenfront drei stehende Gauben. Die Fassade ist als verputztes Fachwerk auf einem massiven Sockel stehend ausgeführt. Links befindet sich jeweils eine Gruppe aus drei Fenstern, rechts sind im Obergeschoss zwei einzelne und im Erdgeschoss ein Fenster sowie der Hauseingang, gerahmt durch ein steinernes Portal mit Ohrung, vorhanden                                                                                                   |      |
| Metzgergasse 13 (Standort) Wohn- und Geschäftshaus D-4-63-000-875 | Das dreigeschossige Wohn- und Geschäftshaus stammt in seinem Kern aus dem 17. Jahrhundert und besteht aus zwei ehemals getrennten Gebäuden, die vereinigt wurden. Der linke, westliche Teil, ein dreigeschossiges Traufseithaus, wurde 1641 als „Haus am Zimmerhof“ bezeichnet. Umbauten kamen 1870 im Erdgeschoss zur Ausführung. 1920 folgte der Einbau einer Bäckerei mit späteren Umgestaltungen und 1994 ein Café. Das Haus besitzt als Fassade eine verputzte Fachwerkkonstruktion, auf einem massiven Sockel stehend, die vierachsig ausgebildet ist, wobei allerdings im zweiten Obergeschoss nur drei Fenster vorhanden sind, die bündig unter der auskragenden Traufe des Satteldaches sitzen. Das rechte, östliche Gebäude ist giebelständig und steht als mächtiges Eckhaus an einem Versprung des Verlaufs der Metzgergasse. Der barocke, ehemalige Stadelbau weist ein hohes, dreigeschossiges Satteldach auf und zeigt auf seiner östlichen Schmalseite in den Obergeschossen vier Fensterachsen sowie im Erdgeschoss einen Laden. Im Treppenhaus ist eine Treppe aus dem Ende des 19. oder Anfang des 20. Jahrhunderts vorhanden. |      |
| Metzgergasse 14 (Standort) Wohnhaus D-4-63-000-330                | Der belgische Architekt Adolf Schuster ließ 1872 das palaisartige Gebäude im Stil der Neorenaissance errichten und vereinigte es mit dem rückwärtigen Haus Ernstplatz 3. Das dreigeschossige Haus wird durch eine aufwändig gestaltete, dreiachsige Fassade geprägt. Die Fassadenöffnungen im Erd- und ersten Obergeschoss werden durch Pilaster und Sturzgebälke eingerahmt. Die Fenster im ersten Obergeschoss weisen außerdem unten kräftige Brüstungsfelder und oben als Abschluss Dreiecksgiebel auf. Schlichter gestaltet sind die Fenster im zweiten Obergeschoss. Den oberen Abschluss bildet als Traufe des flachen Walmdaches ein Kranzgesims mit einem Konsolfries. |      |

## Mittleres Kirchgäßlein
| Adresse Bezeichnung Akten-Nr.                                               | Beschreibung | Foto |
| --------------------------------------------------------------------------- | --- | ---- |
| Mittleres Kirchgäßlein (Lage)                                               | Das kurze Mittlere Kirchgäßlein verbindet die Steingasse in Höhe von Haus Nr. 6 mit dem Kirchhof und wird nach Süden durch die Gymnasiumsgasse fortgesetzt. Eine Verbindung Richtung Norden zur Herrngasse wurde vermutlich durch das Haus Steingasse 9 überbaut. |      |
| Mittleres Kirchgäßlein 1 (Standort) Ehemaliges Altes Rathaus D-4-63-000-331 | Das dreigeschossige Eckhaus zum Kirchhof, westlich von St. Moriz stehend, stammt mit seiner ursprünglichen Bausubstanz aus dem Spätmittelalter. Nach Untersuchungen der letzten Jahre soll das Anwesen das ehemalige Coburger Rathaus gewesen sein, bis der Neubau am Markt um 1414 fertiggestellt war. Im Jahre 1700 wurde es als sehr altes Eckhaus mit drei Stockwerken, drei Stuben und einem Keller bezeichnet. Eine Treppenverlegung und weitere Umbauten sind für das Jahr 1910 belegt. Das zum Kirchhof giebelständige Gebäude weist ein steiles und hohes Satteldach auf. Die Außenwände bestehen aus Quadermauerwerk im Erdgeschoss, auf dem auskragend die verputzte Fachwerkkonstruktion der Obergeschosse ruht. Die Giebelfläche ist verschiefert, darunter befinden sich im zweiten Obergeschoss fünf Fenster, in den übrigen Stockwerken vier Fenster, die wohl im 17. oder 18. Jahrhundert entstanden sind. Die Fassade zum Mittleren Kirchgäßlein weist in den Etagen sechs unregelmäßig angeordnete Fenster auf. Markant ist dort der mittige Hauseingang mit einer Haustür aus dem 18. Jahrhundert und einem Portal, das korbbogig mit glatten Pfosten und Keilstein gestaltet ist. |      |

## Mohrenstraße
| Adresse             | Beschreibung | Foto |
| ------------------- | --- | ---- |
| Mohrenstraße (Lage) | Die Benennung der Straße erfolgte nach dem Coburger Mohr, der Wappenfigur der Stadt. Ab den 1860er Jahren wurde die Mohrenstraße im Zuge der Stadterweiterung angelegt und sollte ursprünglich die Spitalgasse in nordwestlicher Richtung mit dem Bahnhof verbinden. Die Eigentumsverhältnisse der Grundstücke zwangen jedoch nach der Itzbrücke zu einem Knick in Richtung Westen. Im ältesten Teil, dem westlichen Abschnitt vor der Itz, ist die Mohrenstraße durch villenartige Einzelhäuser gekennzeichnet. Die anschließende Bebauung hinter dem Itzübergang, mit dem markanten Jugendstileckhaus 9a/b, besteht vor allem aus Häusern im relativ schlichten klassizistischen Stil. Nach der Löwenstraße folgt eine repräsentative Blockbebauung mit meist im letzten Jahrzehnt des 19. Jahrhunderts errichteten Geschäftshäusern im Stil des Historismus. |      |

| Adresse Bezeichnung Akten-Nr.                                                      | Beschreibung | Foto               |
| ---------------------------------------------------------------------------------- | --- | ------------------ |
| Mohrenstraße (Standort) Mohrenbrücke D-4-63-000-360                                | 1876 entstand die Mohrenbrücke als Itzübergang. Es war eine Gitterträgerbrücke mit zwei seitlich angeordneten Fachwerkträgern, parallelen Obergurten und untenliegender Fahrbahn. 1927 errichtete Paul Schaarschmidt im Auftrag der Stadt eine neue Brücke, die im Mai 1928 dem Verkehr übergeben wurde. Sie überspannt mit einer Öffnung die Itz. Die Stahlbetonkonstruktion besteht aus vier nebeneinander angeordneten Rahmen, die unten wie flache Korbbögen gekrümmt sind. Die beidseitigen Gehwege sind durch massive Brüstungen begrenzt. Am westlichen Brückenende steht ein eingeschossiger Kiosk (siehe Mohrenstraße 7c). Auf der Brüstung flussabwärts blickt eine weibliche Aktfigur von Edmund Meusel in die Itz. |                    |
| Mohrenstraße 1 (Standort) Villa D-4-63-000-333                                     | 1871 ließ Justizrat Heinrich Emil Deyßing von Maurermeister Bernhard Brockardt an dieser Stelle ein zweigeschossiges neuklassizistisches Wohnhaus mit Zeltdach in Form eines kubischen Blocks bauen. Baugewerksmeister Max Roth gestaltete 1907 das Haus vollständig im Jugendstil um. Es wurde nach Norden und Osten verbreitert, um ein Obergeschoss erweitert, das Dach als Mansarddach mit einer Wohnung umgestaltet und die Fassade geändert. Ein Hochwasserschaden im Jahr 1927 zog größere Umbauten nach sich, die Max Roth als Bauherr und Bauleiter ausführte. So wurde eine Garage angebaut, das Kellergeschoss umgestaltet und der Eingangsbereich mit Treppenaufgang im Erdgeschoss erneuert. Für eine geplante Änderung der Verkehrsführung sollte das mittlerweile der Stadt gehörende Haus 1969 abgerissen werden. Nachdem die Pläne bis 1981 nicht umgesetzt worden waren und das Haus so lange leer gestanden war, ging es wieder in Privatbesitz über. Der linke Seitengiebel des dreigeschossigen Eckhauses mit einem dreiachsigen Risalit mit Altane weist zur Lossaustraße hin. Die nördliche Giebelfassade schmücken in den Obergeschossen Balkone mit vegetabilen Gittern. Ein polygonaler Turm mit gestuftem Glockendach und einem verschieferten Obergeschoss schließt sich an. Der Hauptfassade zur Mohrenstraße ist mittig ein flacher Risalit vorgesetzt, der ab dem ersten Obergeschoss in einen eng befensterten doppelgeschossigen Konsolerker übergeht und den ein reich gestuftes Kranzgesims abschließt. Vier Kartuschen verbinden die Fensterreihen des Erkers miteinander. Der rechten Haushälfte ist ein hohes Zwerchhaus aufgesetzt, links befindet sich eine Schleppgaube. Die breiten Erdgeschossfenster tragen gebrochene Stichbögen, während die schlanken und hohen Fenster durch Jugendstilaufsätze optisch zu Bahnen zusammengebunden sind. Der Eingang in einem geschlossenen Walmdachportalvorbau liegt auf der Rückseite zur Mohrenstraße. Bossenmauerwerk umzieht den Sockel des Hauses und fasst die Ecken des Erdgeschosses ein. |                    |
| Mohrenstraße 1 a (Standort) Mietshaus D-4-63-000-334                               | Das von Max Roth 1908 in neubarocken Formen erbaute dreigeschossige Mansarddachhaus unterlag wohl in der zweiten Hälfte des 20. Jahrhunderts einer Stilbereinigung, wodurch es wenig ursprünglichen Schmuck aufweist. Das Haus besteht aus zwei Baukörpern, die sich gegenseitig durchdringen. Der zur Mohrenstraße ausgerichtete giebelständige Flügel trägt einen abgeschrägten dreiachsigen Konsolerker mit Filialgiebel. Der nach Osten stark befensterte Querflügel mit einem Fußwalm vor dem zweiten Obergeschoss ist von einem Mansardwalmdach mit Schleppgauben gedeckt. Das Quadermauerwerk des Kellergeschosses ist bis zur Fensterbank des Erdgeschosses hochgezogen, wodurch dieses aufgesockelt erscheint. Auf der linken Seite ist das Treppenhaus als flacher Risalit mit einer Fensterachse vorgesetzt. Die Erdgeschossfenster des Querflügels werden durch kräftige Brüstungsgesimse im Sockel betont, die Fenster im ersten Obergeschoss ruhen auf einer kassettenartigen Brüstung und sind durch zwei Dreiviertelsäulen geteilt. |                    |
| Mohrenstraße 3 (Standort) Wohn- und Geschäftshaus D-4-63-000-335                   | Dieses ursprünglich zweigeschossige Haus im Stil des späten Klassizismus wurde wahrscheinlich 1877 von Hermann Kühn mit einem Mansardwalmdach erbaut. 1919 zog in das Erdgeschoss nach kleineren Umbauten durch Fritz und August Bergmann die Augenklinik des Arztes Dr. C. Gaertner ein. Dabei entstand ein neuer Windfang am Eingang und die Veranda versetzte man von der Mitte der Ostseite an die Nordostecke, um an der alten Stelle Platz für den Neubau eines Erkers zu erhalten. 1927 entfernte man das alte Dach und erhöhte das Haus um ein Geschoss mit Walmdach. Gleichzeitig entstanden auf den Risaliten die Dreiecksgiebel. Die an die Nordostecke versetzte Veranda wurde 1931 zu zwei Krankenzimmern ausgebaut und 1958 an der Nordseite ein niedriger Anbau hinzugefügt. Die Straßenseite prägt ein zweiachsiger, deutlich hervorspringender Risalit mit Dreiecksgiebel, den sich um das ganze Haus ziehende Fußwalme zwischen dem ersten und zweiten Obergeschoss begleiten. Das zweite Obergeschoss tritt dadurch zurück und wirkt wie ein Attikageschoss. Die Fenster des Erd- und ersten Obergeschosses sind nur graduell durch ihre Sturzgesimse hervorgehoben. Die Langseite zur Einfahrt wird von einem dreiachsigen Vorbau mit Pfeilergliederung, Korbbogenfenstern im Erdgeschoss und einer abschließenden Altane mit Steinbalustern geprägt. Die Unterseite der Traufen bilden dicht gereihte Konsolfriese. Im ehemaligen Garten, jetzt Parkplatz, steht die Figur eines Ziehharmonika spielenden Knaben. |                    |
| Mohrenstraße 4 (Standort) Mietshaus D-4-63-000-336                                 | Das zweigeschossige Backsteinhaus mit seinen Türmen an den Schmalseiten wurde 1886 von Bernhard Brockardt erbaut und stellt in der Coburger Bürgerhausarchitektur ein ungewöhnliches Motiv dar. Der zweigeschossige Walmdachbau mit Sandsteingliederungen wird auf der Straßen- und Gartenseite durch zweiachsige Mittelrisaliten mit Halbwalm-Zwerchhäusern bestimmt. Das Quaderwerk im Sockel, die profilierten Sockelgesimse des Erd- und des Obergeschosses und die zwei glatten Bänder an Sohlbank und in Sturzhöhe der Erdgeschossfenster betonen stark die horizontale Gliederung der Fassaden, während die Kanten einfassende Eckquader dem entgegenwirken. Die beiden Polygonaltürme an den Nebenseiten tragen je ein Fachwerkobergeschoss mit geknicktem Pyramidendach, das weit hervor kragt. Der zweigeschossige Eckeinbau an der rechten Seite vor dem Turm, der das Treppenhaus enthält, wurde wie der hintere Anbau 1907 eingefügt. Auffallend sind die großen Bogenfenster und das Obergeschoss als Fachwerkkonstruktion. |                    |
| Mohrenstraße 5/5 a (Standort) Mietshaus D-4-63-000-337                             | An der Kreuzung Mohrenstraße/Kanalstraße erbaute Georg Kempf 1907 für den Arzt Dr. Albert Florschütz das zweigeschossige Walmdachhaus in Formen des gotisierenden Historismus. Das Gebäude entfaltet seine Hauptansicht zur Straßenkreuzung hin. Die abgeschrägte Ecke des Hauses ist im Obergeschoss als flacher dreiseitiger Eckrisalit mit welscher Haube anstelle eines sonst üblichen Eckturms oder –erkers ausgebildet. In Kontrast zum Ziegelmauerwerk mit Sandsteingliederungen erscheint auf der Seite zur Kanalstraße Fachwerk in den Obergeschossen eines flachen zweiachsigen Risalits mit Zwerchgiebel. Auffallend ist der hoch aufragende Schmuckgiebel mit bewegter Kontur an der Südseite zur Mohrenstraße mit seiner getreppten Binnengliederung und einer Maske in der reich ornamentierten Spitze. Der Giebel bietet von der Westansicht her einen ungewohnten Anblick, da er das Dach weit überragt und über dem dortigen Eingang ein weiterer Schmuckgiebel angebracht ist. Vor der Haustür befinden sich eine Podesttreppe mit altem Gitter und ein Regendach auf alten Gusseisenstützen. Die Kanten des Eckrisalits sind betont, die Eckfenster darunter durch ornamentale Stürze hervorgehoben. An der Gebäuderückseite steht ein zweigeschossiger Flachdachanbau mit Jugendstilfries als Abschluss. |                    |
| Mohrenstraße 6 (Standort) Wohnhaus D-4-63-000-721                                  | Bernhard Brockardt erbaute für den Kaufmann Ernst Volz 1884 das zweigeschossige Mansardwalmdachhaus im neubarocken Stil mit vier auf zwei Achsen. Der Ziegelbau ist durch Ecknutungen aus Sandstein vertikal und sechs umlaufende Bänder und Profile aus demselben Material horizontal stark gegliedert. Betont wird diese Gliederung zusätzlich durch den leichten Rücktritt der beiden mittleren Fensterachsen an der Straßenseite. Über einem bossierten Sockel, hinter dem sich das Kellergeschoss zur halben Höhe über das Straßenniveau erhebt, zeigen sich nur die Fenster im Erdgeschoss mit dorischen Brüstungen, die beim eingeschossigen Altanenerker an der Westseite wieder aufgegriffen und von Pfeilern mit toskanischen und ionischen Motiven ergänzt werden. Die Fenster sind nicht vollständig in Sandstein gerahmt, sondern tragen an der Nord- und Westseite nur Segmentbögen mit Keilsteinen, im Obergeschoss außen deutlich aufwändiger gestaltet. Die Dachtraufe ruht auf einem umlaufenden Konsolfries. Die zum Anwesen gehörenden 1884 und 1890 errichteten Nebengebäude wichen 1964 einem Geschäftsneubau. |                    |
| Mohrenstraße 7 c (Standort) Kiosk D-4-63-000-360                                   | Am westlichen Ende der Mohrenbrücke über die Itz steht flussaufwärts ein eingeschossiger Kiosk mit einem flachen Satteldach. Dieser beherbergte früher unter anderem eine Milch-Trinkhalle, später einen Obst- und Gemüseladen. |                    |
| Mohrenstraße 8 (Standort) Wohn- und Geschäftshaus D-4-63-000-338                   | Das betont schlichte zweigeschossige Walmdachhaus stammt aus dem Jahr 1876. Es erscheint in seiner kubischen Form mit vier auf vier Achsen wie ein klassizistischer Bürgerbau. Auf allen Seiten sind mittig Zwerchhäuser mit Dreiecksgiebeln aufgesetzt, an der Straßenseite nochmals betont durch einen Mittelrisalit. Die mittleren Fensterachsen sind oben zu Paaren mit Pilastergliederung zusammengefasst. Ein umlaufendes Profilgesims trennt das Erdgeschoss, in das 1953 ein Ladengeschäft mit mittig angeordneter Eingangstür und flankierenden großen Schaufenstern eingebaut wurde, vom Obergeschoss, dessen Fenster auf den beiden Straßenseiten profilierte Sturzgesimse tragen. 1980 wurde das Haus mit einem rückwärtigen Anbau versehen, um im Obergeschoss einer Arztpraxis den notwendigen Raum zu verschaffen. |                    |
| Mohrenstraße 9 a/b (Standort) Doppelwohnhaus D-4-63-000-339                        | Coburgs bedeutendster Jugendstilbaumeister Otto Leheis schuf 1903 mit diesem dreigeschossigen Doppelwohnhaus, das mit seinen reichen vegetabilen Formen sich zwar vorwiegend an der Neugotik orientiert, aber auch Jugendstilelemente mit solchen des Tudorstils englischer Prägung vermischt und zugleich ein barockisierendes Mansardwalmdach trägt, das dominierendste Gebäude seiner Epoche. |                    |
| Mohrenstraße 10 (Standort) Mietshaus D-4-63-000-340                                | Der jüdische Viehhändler Marcus Stern ließ sich 1890 von Johannes Köhler das dreigeschossige Mietswohnhaus mit Rückgebäude errichten. Beides orientierte sich stark an den Neurenaissance-Elementen der Häuser Mohrenstraße 4 und 6. In Ziegel mit Sandsteingliederungen erbaut, wirkt das Haus trotz Profilbändern zwischen den Geschossen durch die Dreiteilung der Fassade in je zwei Fensterachsen, die außen zu Paaren zusammengezogen sind und in flachen Risaliten vortreten, eher vertikal gegliedert. Dieser Eindruck wird durch einen Zwerchgiebel zwischen Bogenstützen mit Doppelfenster und Dreiecksgiebel noch verstärkt. Die Fensterrahmungen des zweiten Obergeschosses sind weniger betont als die der darunter liegenden Geschosse, die unten durch gerade Sturzgesimse und Keilsteine, oben durch Segmentbogen- und Dreiecksgiebel sowie Pfeilerteilungen deutlich stärker ausgeschmückt sind. Die rechte Nebenseite weist einen Mittelrisalit mit Zwerchgiebeln und Fensterpaaren auf. Links ist ein einachsiges Treppenhaus mit Walmdach und versetzten Fenstern angebaut. An der Rückseite wurde 1938 im ersten Obergeschoss ein Balkon mit Fenstertür angefügt. 1957 erfolgte der Ausbau des Dachgeschosses zu einer Wohnung mit dem Einbau einer neunachsigen Dachgaube an der Rückseite, 1988 dann der Um- und Anbau des Erdgeschosses für zwei Läden. |                    |
| Mohrenstraße 12 (Standort) Geschäftshaus D-4-63-000-341                            | In ausgeprägten Formen des Neubarocks entstand 1894 durch Hermann Kühn das dreigeschossige Eckhaus, dessen beide Straßenfassaden etwa die gleiche Gestaltung aufweisen. Die Ecke zur Kreuzung ist abgeschrägt und durch einen mit gedrückter Mansarddachspitze abgeschlossenen zweigeschossigen Konsolerker betont, dessen Fenster im ersten Obergeschoss einen ausgeprägten Schweifgiebel mit Kartusche trägt. Die verputzten Wandflächen werden durch Kompositpilaster mit Spiegelsockeln und Konsolpaaren über den Kapitellen stark vertikal gegliedert. Während die Fassade zur Stichstraße hin einen Mittelrisaliten aufweist, ist die Mitte zur Mohrenstraße durch eine Doppelachse mit Segmentbogenfenstern im ersten Obergeschoss und einen zweiachsigen Zwerchgiebel mit Segmentbogenabschluss betont. Die rechte Hausseite wird von einem zweiachsigen Erker bestimmt, dessen Fenster im ersten Obergeschoss ebenfalls von Schweifgiebeln geschmückt werden. In den Jahren 1980 bis 1983 wurde das Erdgeschoss für den Einbau eines Supermarkts entkernt und mit einem zweigeschossigen Anbau versehen. |                    |
| Mohrenstraße 14 (Standort) Wohn- und Geschäftshaus D-4-63-000-342                  | Das Eckhaus Nr. 14 wurde 1885 von Hermann Kühn in baulicher Einheit mit den Häusern Löwenstraße 12, Mohrenstraße 16 und Mohrenstraße 18 erbaut, wobei das Eckhaus in der Löwenstraße bereits 1882 fertiggestellt war. Die Häuser haben jedoch infolge verschiedener Eigentümer unterschiedliche Baugeschichten. Erster Eigentümer war der Kaufmann Johannes Gleitsmann, der bereits 1896 im Erdgeschoss zwei Schaufenster und einen Ladeneingang an der Ecke einbauen ließ. Der Laden erfuhr 1957 und 1975 größere Umbauten und erhielt 1982 eine frontdeckende Schaufensteranlage mit passageähnlichem Eingang in der Mohrenstraße, wobei der ehemalige Eckeingang zu einem weiteren Schaufenster umgebaut wurde. Über diesem Schaufenster erhebt sich zweigeschossig ein Kastenerker mit hohem Walmdach. Das dreigeschossige, in Ziegel mit Sandsteingliederungen erbaute Haus wird durch vier auf vier Fensterachsen gegliedert. Die jeweils mittleren zwei Fenster im ersten Obergeschoss schließen durch einen dreieckigen Sturz, die äußeren Fenster im zweiten Obergeschoss dagegen durch einen Segmentbogensturz ab. Das Mansarddach von Haus Nr. 16 greift optisch in die Fassade zur Mohrenstraße über. Die dort eingesetzte Hausgaube ist identisch mit der des Nachbarhauses. Ein kräftiger Konsolfries trägt, bis auf die äußeren Fensterachsen, die Traufe. Als Winkelbau ausgelegt umschließt das Haus einen rückwärtigen Innenhof. |                    |
| Mohrenstraße 14 a (Standort) Mietshaus D-4-63-000-343                              | Das von Otto Leheis 1901 in der Stichgasse der Mohrenstraße hinter Haus Nr. 14 erbaute Mietshaus wirkt durch die Kombination verschiedener Bauelemente sehr malerisch. Fachwerkteile wechseln mit verputzten Ziegelmauern ab und verschiedene Vorbauten tragen zur Gesamterscheinung des zweigeschossigen Satteldachbaus im Stil des Historismus bei. Die stark zergliederte Fassade besteht aus vier völlig unterschiedlichen Bauteilen: Auf der rechten Seite ein Risalit mit Zinnenabschluss, anschließend ein Zwerchhaus mit Fachwerkgiebel, dem eine Veranda vorgesetzt ist, links eine Fensterachse in Fachwerk und schließlich ein quer auf die Hausecke gesetzter einachsiger Rechteckturm mit Walm. Das Dachgeschoss der Seitenfassade mit überdachtem Eingang ist ebenfalls in Fachwerk aufgeführt, dessen Zierformen, wie bei den anderen Fachwerkteilen auch, dem 17. Jahrhundert nachempfunden sind, während sich die Gestaltung des Risalits mit seinem Zinnenabschluss an Stilformen der Gotik anlehnt. Kaum ein Fenster der Hauptfassade und des Eckturms gleicht dem anderen. Es finden sich gestufte Säulenrahmen mit Zierspitzbögen ebenso wie Segmentbogenfenster, bei denen teilweise Gewändesäulchen eingestellt sind, und schließlich Rechteckfenster im Dachgeschoss. Besonders fallen die beiden Bogenfenster im zweigeschossigen Teil neben dem Eckturm auf, die sich durch ihre vier- und sechsfache Teilung harmonisch in das Fachwerk einfügen. |                    |
| Mohrenstraße 15 a (Standort) Villa D-4-63-000-344                                  | Das als freistehendes villenartiges Eckhaus von Hans Rothbart 1887 im Stil der Neurenaissance für den Kaufmann Adolf Berghold erbaute zweigeschossige Wohnhaus kombiniert einen Walmdachbau mit Halbwalmrisaliten auf den beiden straßenseitigen Fassaden. Das Haus ist vollständig aus Ziegel mit Sandsteingliederungen erbaut. Risalite und Treppenhausturm werden von Eckquaderungen eingefasst, während der abgeschrägten Ecke zur Kreuzung ein Rechteckerker auf reichen Konsolen mit konkaver Spitzhaube vorgesetzt ist. Um dem Haus die vertikale Dominanz zu nehmen, sind flache Horizontalbänder unter- und oberhalb der Fenster, deren Entlastungsbögen als dekorative Sandsteinstichbögen mit Keilsteinen ausgebildet sind, in das Ziegelmauerwerk eingelassen. Das ansonsten zurückhaltend gestaltete Haus entfaltet seinen Schmuck in einem zweigeschossigen Winkelbau zwischen Treppenturm und Hauskante auf der linken Eingangsseite. Auf Säulen mit Beschlagwerkmanschetten, Löwenkopfmaske und Eckwappenkartusche erheben sich drei von ionischen Hermenpilastern gerahmte Bogenfenster, bekrönt von einem Konsolfries. |                    |
| Mohrenstraße 16 (Standort) Wohn- und Geschäftshaus D-4-63-000-956                  | Das Haus Nr. 16 wurde 1885 von Hermann Kühn in baulicher Einheit mit den Häusern Löwenstraße 12, Mohrenstraße 14 und Mohrenstraße 18 erbaut, wobei das Eckhaus in der Löwenstraße bereits 1882 fertig gestellt war. Die Häuser haben jedoch infolge verschiedener Eigentümer unterschiedliche Baugeschichten. Dachform, Traufenhöhe und Profilbänder werden vom Nachbarhaus übernommen, ebenso die Ziegelfassade mit Sandsteingliederung, die weitgehend auf Vertikalelemente verzichtet. Die Fenster in fünf Achsen sind von profilierten Rahmen umgeben und tragen abwechselnd gerade oder mit Dreiecks- und Segmentbogengiebeln bekrönte Stürze. Durch seine Pilastergliederung und den mächtigen Ziergiebeln erscheint das dreiachsige Zwerchhaus zusammen mit den beiden flankierenden Hausgauben wie ein zweites Obergeschoss. Neben der rechts angelegten rundbogigen Durchfahrt mit einer im Sockel noch erhaltenen Kassettengliederung wurde 1901 ein Laden mit zunächst einem Schaufenster eingebaut. Als Winkelbau ausgelegt umschließt das Haus einen rückwärtigen Innenhof, in dem 1926 eine Veranda, eine Speisekammer und eine Toilettenanlage an die Rückfront angebaut wurden. 1930 erforderte der Einzug einer Metzgerei die Vergrößerung des Schaufensters und den Einbau einer größeren Ladentür. 1975 wurde der Laden schließlich über die ganze Hausbreite ausgedehnt und zwei weitere Schaufenster eingebaut. |                    |
| Mohrenstraße 18 (Standort) Wohn- und Geschäftshaus D-4-63-000-957                  | Das Haus Nr. 18 wurde 1885 von Hermann Kühn in baulicher Einheit mit den Häusern Löwenstraße 12, Mohrenstraße 14 und Mohrenstraße 16 erbaut, wobei das Eckhaus in der Löwenstraße bereits 1882 fertiggestellt war. Die Häuser haben jedoch infolge verschiedener Eigentümer unterschiedliche Baugeschichten. Obwohl optisch anders gestaltet, schließt sich das ebenfalls als Winkelbau mit rückwärtigem Innenhof ausgelegte Haus nahtlos an das baugleiche Nachbarhaus zur Rechten an, mit dem das Erdgeschoss ein seitenverkehrtes Pendant bildet. Hier ist die rundbogige Durchfahrt links angeordnet. Rechts davon befinden sich vier Schaufenster, deren Brüstungsfelder verglast sind und somit die 1986 für einen Ladeneinbau erfolgte Bodenabsenkung der Verkaufsräume um einen Meter erkennen lassen. Neben dem hohen Rustikabogen des Eingangs fallen besonders die aufwändige Pilastergliederung im Obergeschoss und ein Zwerchhaus auf. Im dreiachsigen Zwerchhaus als Hermenpilaster ausgebildet, geben diese dem verputzten fünfachsigen Haus ein herrschaftliches Aussehen. Dazu tragen auch die drei inneren Fenster des Obergeschosses bei, deren Stürze als Dreiecksgiebel ausgestaltet sind. Durch ein kräftiges Gesims abgesetzt schließt ein flacher Dreiecksgiebel ohne betonende Rahmung das Zwerchhaus, das von zwei stehenden Gauben flankiert wird, nach oben hin ab. |                    |
| Mohrenstraße 20 (Standort) Wohn- und Geschäftshaus D-4-63-000-345                  | Das Eckhaus zu der Löwenstraße baute 1889 Johann Michael Probst zusammen mit dem anschließenden Haus in der Löwenstraße 11 zu Wohn- und Geschäftszwecken. Es gab ursprünglich an der Ecke einen kleinen Laden mit Eingangstür und zwei Schaufenstern sowie eine Gastwirtschaft im Erdgeschoss. 1953 wurde diese zu einem weiteren Laden umgebaut und in der Löwenstraße 10 ein weiterer eingefügt. Der Büroanbau an der Südecke der Rückseite stammt aus dem Jahr 1969. Laden und Schaufenster in der Mohrenstraße wurden 1990 vergrößert. Das Dach des in Ziegel mit Sandsteingliederungen erbauten Hauses ist zur Löwenstraße hin ebenso durchgängig wie die Geschosshöhen. Die optische Trennung vom Nachbarhaus erfolgt durch Eckbänderung, die über alle drei Geschosse reichen. Ein dreieckiger Zwerchgiebel mit Rundbogenfenstern betont die Hausmitte, die beidseitig der paarweise angeordneten Fenster von den seitlichen Fensterachsen durch Lisenen getrennt ist. Zwei Sohlbankgesimse übernehmen die vertikale Gliederung der Geschosse, dessen oberes zur Traufe hin von einem Konsolfries abgeschlossen wird. Rechts und links des Zwerchgiebels ist fenstermittig je eine stehende Gaube aufgesetzt. Die Südostseite des Hauses ist deutlich schlichter gehalten und weist lediglich drei Achsen von Stichbogenfenstern auf. Die hintere Hausecke wird durch ein Zwerchhaus mit Schopfwalm nach oben verlängert. Im Inneren des Hauses finden sich noch im Treppenhaus das Geländer und kassettierte Wandverkleidungen und in den Wohnungsfluren mit Ätzglas dekorierte Fenster aus der Erbauungszeit. |                    |
| Mohrenstraße 21 (Standort) Wohn- und Geschäftshaus D-4-63-000-346                  | Dieses dreigeschossige Wohn- und Geschäftshaus im Stil der Neurenaissance wurde 1887 von Carl Grams erbaut. 1895 kam rückwärtig eine dreigeschossige Holzveranda hinzu. Ebenfalls an der Rückseite erfolgte 1911 ein Anbau zur Vergrößerung einer Schneiderwerkstatt. 1952 erweiterte man das Café des Nachbarhauses ins gesamte Erdgeschoss von Nr. 21. Dabei wurden beide Fassaden angeglichen, die von Haus Nr. 21 aber 1991 wieder in das Aussehen von 1890 zurückversetzt. Mittlerweile sind die Geschäftsräume beider Häuser wieder voneinander getrennt. Drei in beiden Obergeschossen zusammengezogene Fenster mit Pilasterrahmung und Beschlagwerk betonen die Mitte des fünfachsigen traufseitigen Ziegelhauses mit Sandsteingliederungen. Verstärkt wird dieses durch einen mittleren Turm, der deutlich hinter die Traufe zurücktritt. Ein Rundbogenfenster mit seitlichen Voluten und ein Dreiecksgiebel vor einer Zwiebelhaube mit Spitzlaterne bilden den ausgeprägten Schmuck des Turms, an dessen Seiten je eine Gaube ebenfalls mit Dreiecksgiebel und Spitzdach steht. |                    |
| Mohrenstraße 23 (Standort) Wohn- und Geschäftshaus D-4-63-000-347                  | In den ersten Planungen des Hauses 1892 von Carl Grams war bereits eine Backstube im Kellergeschoss vorgesehen, die beim Bau auch realisiert wurde. Das Gebäude, ganz in Ausmaß und Stil sowie ähnlichem Aussehen wie Nr. 21, diente dessen Fortführung Richtung Stadtmitte. 1924 verlegte Paul Schaarschmidt für Hermann Schillings Erben die Backstube in einen neuen rückwärtigen Anbau des Erdgeschosses. Gleichzeitig wurde zur Straße hin zunächst ein Laden, später ein Café eingerichtet, das 1952 bis ins linke Nachbarhaus erweitert wurde. Wie dort näherte man bei einem Umbau 1991 die Erdgeschossfassade wieder dem Erscheinungsbild der Erbauung an. Das dreigeschossige traufständige Haus mit seiner in Ziegel und Sandstein gegliederten Fassade weist zwei flache Seitenrisalite mit jeweils einer Doppelfensterachse sowie einen zweiachsigen Mittelteil auf. Vier Rundbögen charakterisieren das Erdgeschoss. Die beiden äußeren sind durch Sandsteinrahmen mit Keilstein hervorgehoben. Auffallend sind die Risalitfenster im zweiten Obergeschoss, deren Rundbögen durch eine C-Spange überfangen werden. Diese Elemente wiederholen sich im Giebel des zweiachsigen mittigen Zwerchhauses, das von je einer Dachgaube flankiert wird, die wiederum mit Zwiebelhaube und Spitzlaterne die Gestaltung des nachbarlichen Zwerchhauses aufgreifen. |                    |
| Mohrenstraße 24 (Standort) Wohn- und Geschäftshaus mit Federsgarten D-4-63-000-348 | 1892 erbaute Johann Michael Probst das erste von insgesamt vier aufeinander folgenden repräsentativen Wohn- und Geschäftshäusern (Nr. 24–30), die das Erscheinungsbild der oberen Mohrenstraße maßgeblich prägen. Rückwärtig ließ er den Federsgarten (siehe dort) parkähnlich anlegen, der sich über die gesamte Grundstücksreihe erstreckt. Neben dem Hauszugang wurde 1900 ein Laden eingerichtet, der einen eigenen Zugang erhielt. Die 1970 durch einen Umbau des Keller- und Erdgeschosses, bei dem dort große Fenster eingebaut wurden, sowie den Anbau eines Küchenbaus auf der Rückseite ermöglichte Gaststätte wich bereits 1976 einer Apotheke. Das dreigeschossige, in Ziegel und Sandstein gegliederte Walmdachhaus mit seinen vier Fensterachsen wird durch seitliche, von kolossalen kompositen Pilastern eingefasste Risalite geprägt, während der Mittelteil der Fassade etwas zurücktritt. Ihre Gestaltung lässt italienische Elemente anklingen, wobei die Vertikale, die sich neben den Pilastern auch in den Fensterbahnen zeigt, bestimmendes Gliederungselement ist. Ein Volutengiebel schließt den Mittelteil des zweiten Obergeschosses ab. Darüber steht ein zweiachsiges, von zwei Schleppgauben begleitetes Zwerchhaus. | Mohrenstraße 30-24 |
| Mohrenstraße 25 (Standort) Wohn- und Geschäftshaus D-4-63-000-349                  | Passend zu seinen Nachbarhäusern ist auch das 1894 von Carl Grams erbaute dreigeschossige Geschäftswohnhaus in Ziegel mit Sandsteingliederungen errichtet worden. Das Ansteigen der Straße bedingte eine geringfügige Erhöhung der Geschossteilung und Trauflinie. Eine Doppelfensterreihe mit entsprechendem Zwerchhaus beherrscht als Mittelachse die vierachsige Fassade. Eine Gliederung durch Pilaster ersetzt, wie bei Grams anderen Bauten auch, den sonst üblichen Mittelrisalit. Im ersten Obergeschoss sind die Pilaster mit Profilstücken besetzt, im zweiten Obergeschoss als Kompositordnung ausgebildet. Die hohen Fensterbekrönungen im ersten Obergeschoss schließen die Fenster zu vertikalen Bahnen zusammen. Die Traufe wird von einem Konsolfries gestützt. Das Erdgeschoss erfuhr in den Jahren 1929, 1960 und 1977 starke Umbauten. Seine ursprüngliche Gestaltung ging dadurch gänzlich verloren. Das Zwerchhaus wird von Turmgauben mit gespitzten welschen Hauben flankiert. |                    |
| Mohrenstraße 26 (Standort) Wohn- und Geschäftshaus D-4-63-000-350                  | 1894/95 erbaute Johann Michael Probst das zweite von insgesamt vier aufeinander folgenden repräsentativen Wohn- und Geschäftshäusern (Nr. 24–30), die das Erscheinungsbild der oberen Mohrenstraße maßgeblich prägen. Rückwärtig ließ er den Federsgarten (siehe dort) parkähnlich anlegen, der sich über die gesamte Grundstücksreihe erstreckt. Hinter dem Haus Nr. 26 steht im Garten das Denkmal für Johann Michael Probst. Die im Haus Nr. 24 bereits angedeutete monumentale Fassadengestaltung wird im Haus Nr. 26 deutlich gesteigert. Vier kolossale Dreiviertelsäulen auf Konsolsockeln gliedern die Fassade in drei Teile. Zwei Atlantenhermen tragen, den Eingang flankierend, einen dreiseitigen Mittelerker. Während die Fassade in den Obergeschossen dreiachsig ausgeführt ist, teilt sich das Erdgeschoss in sieben Achsen mit schmalen rund- und flachbogigen Schaufenstern. Das verbindende Element über den Säulen ist ein Kranzgesims mit Kämpfer, Architrav und Zahnschnitt, einzig unterbrochen durch den Erker mit Altane, die über eine mittige Zwerchgaube mit rundbogigen Doppelfenstertüren und aufgesetztem Dreiecksgiebel zugänglich ist. Zwei pilastergerahmte Gauben, die das Zwerchhaus flankieren, tragen Segmentbogengiebel. Im Inneren des auf der linken Seite liegenden Hauseingangs ist außer einer flachen Spiegeldecke mit Hohlkehle, Stuckrahmen und bemerkenswerten Neurenaissancebemalungen auch der alte Schmuckfußboden erhalten. |                    |
| Mohrenstraße 26 (Standort) Garten D-4-63-000-73                                    | siehe Federsgarten |                    |
| Mohrenstraße 27 (Standort) Wohn- und Geschäftshaus D-4-63-000-351                  | Im Gegensatz zu den Häusern Nr. 21–25, die Carl Grams im Stil der Neurenaissance erbaute, wählte er bei diesem, sechs Jahre später vollendeten Wohn- und Geschäftshaus Formen des neugotischen Historismus. Auftraggeber war der Hofbuchhändlers A. Seitz. Die Erdgeschossfassade des vierachsigen Hauses ist ursprungsnah erhalten. Links befindet sich der Ladeneingang, flankiert von großen korbbogigen Schaufenstern, die durch Halbsäulen mit Kelchblattkapitellen getrennt werden. Rechts wird der Hauseingang durch einen Wimperg mit Krabben und Kreuzblume besonders betont. Ein breites Brüstungsgesims trennt das Erdgeschoss von den übrigen Geschossen, aus denen ein dreieckiger Spornerker mit reliefierten Brüstungen anstelle der zweiten Fensterachse hervortritt. Die verbleibenden Fenster des ersten Obergeschosses rahmen Vorhangbögen, während die Fenster im zweiten Obergeschoss schlichter von Segmentbögen mit angedeuteten Keilsteinen abgeschlossen werden. Nur die äußeren Fensterachsen werden unterhalb des Traufgesimses durch Blendbogenfriese gekrönt. Dies betont den zweiachsigen Zwerchgiebel, in dem sich der größte dekorative Reichtum der Fassade zeigt. Zwei fialengerahmte Segmentbogenfenster werden von einem krabbenbesetzten Kielbogen mit Kreuzblume und Vierpass überfangen. Die seitlich davon angeordneten stehenden Gauben mit Schopfwalmdächern lockern das Mansarddach zusätzlich auf. 1980 erfolgte eine Ladenvergrößerung mit einer Bodenabsenken um 80 cm. |                    |
| Mohrenstraße 28 (Standort) Wohn- und Geschäftshaus D-4-63-000-352                  | 1897 erbaute Johann Michael Probst das dritte von insgesamt vier aufeinander folgenden repräsentativen Wohn- und Geschäftshäusern (Nr. 24–30), die das Erscheinungsbild der oberen Mohrenstraße maßgeblich prägen. Rückwärtig ließ er den Federsgarten (siehe dort) parkähnlich anlegen, der sich über die gesamte Grundstücksreihe erstreckt. Das Haus Nr. 28 weist, wie Nr. 24, eine Teilung durch Pilaster auf. Beherrschendes Element des dreigeschossigen dreiachsigen Walmdachhauses ist ein mittlerer dreiseitiger Erker auf zwei blattförmigen Scheinkonsolen. Über dem Mittelfenster im ersten Obergeschoss zeigt sich ein kleiner Volutengiebel, der die optische Mitte der Fassade betont. Im zweiten Obergeschoss wird das Fenster durch einen Muschelgiebel gekrönt. Darüber tritt das dritte Erkergeschoss fünfseitig mit reich geschmückten Rundbogenfenstern aus der Mansarde hervor, abgeschlossen von einer Haube vor einem dreiteiligen Volutenziergiebel. Die seitlichen Fenster des ersten Obergeschosses tragen aufgebogene Stürze, die auf Volutenkonsolen ruhen. Zwischen dem ersten und dem zweiten Obergeschoss zieht sich ein durchgehendes Brüstungsband mit Blindbaluster. Ziergauben zwischen Balustraden verlängern die seitlichen Fensterachsen in den Dachbereich hinein. Das Erdgeschoss wurde 1969 beim Umbau für ein Schuhgeschäft erstmals und 1993 beim Einzug einer Bankfiliale erneut verändert. Seitdem wird die Erdgeschossfassade durch drei vortretende Rundbogenportale unterteilt. |                    |
| Mohrenstraße 29 (Standort) Wohn- und Geschäftshaus D-4-63-000-353                  | Johannes Köhler lehnte die Gestaltung seines Neubaus 1904 an den Stil der Neugotik des linken Nachbarhauses an, dekorierte die Fassade jedoch deutlich aufwändiger. Das Erdgeschoss des traufständigen Mansarddachhauses wurde 1972 modernisiert und verlor dabei bis auf die Bogenabschlüsse die ursprünglich reiche Gliederung. In den Obergeschossen ist die fünfteilige Gliederung erhalten geblieben, deren Mittelachse ein breites vertikales Band rechtwinkliger und rundbogiger Fenster bildet, die im ersten Obergeschoss von einem Korbbogen abgeschlossen werden. In der Brüstung des dritten Obergeschosses ist die Büste von Johannes Köhler mit der Jahreszahl 1904 erhalten. Ein geschweifter Kielbogen krönt die Fensterreihe im dritten Obergeschoss. Die Mittelachse wird durch einen Stufengiebel mit Eckvoluten eindrucksvoll abgeschlossen. Zwei dreiseitige Erker auf ornamentierten Füssen flankieren die flache Mittelachse und heben sie durch reliefierte Brüstungen mit Masken und Allegorien plastisch hervor. Die welschen Hauben dieser dreigeschossigen Erker ragen bis in die Dachzone hinein. Die beiden äußeren Fensterbahnen wiederholen sowohl die Maßwerkbrüstungen der Erker wie auch das geschweifte Gebälk der Mittelachse und leiten damit optisch in die spitzwinkligen Hausgauben über. |                    |
| Mohrenstraße 30 (Standort) Wohn- und Geschäftshaus D-4-63-000-354                  | 1897 erbaute Johann Michael Probst das vierte von insgesamt vier aufeinander folgenden repräsentativen Wohn- und Geschäftshäusern (Nr. 24–30), die das Erscheinungsbild der oberen Mohrenstraße maßgeblich prägen. Rückwärtig ließ er den Federsgarten (siehe dort) parkähnlich anlegen, der sich über die gesamte Grundstücksreihe erstreckt. Hier führt eine Freitreppe mit Steinbalustrade zum höher gelegenen Teil des Gartens. Beim Haus Nr. 30 setzt sich der bisherige Rhythmus des Probst-Ensembles fort: Die Fassade des dreigeschossigen fünfachsigen Mansarddaches ist wieder, wie beim Haus Nr. 26, durch kolossale Dreiviertelsäulen auf hohen Piedestalen in einen mittleren und zwei seitliche Abschnitte geteilt. Auch hier finden sich Architekturformen des italienischen Manierismus. Nach dem Abriss eines zweigeschossigen Mittelerkers 1969 und der Vereinfachung des Mittelabschnitts durch schmucklose Fenster in Dreiergruppen, liegt das dekorative Gewicht auf den Seitenachsen und dabei besonders auf der Fensterrahmung im ersten Obergeschoss. Hier tragen gebänderte dorische Säulen kräftige Sturzgesimse und Dreiecksgiebel. Der veränderte Mittelteil wird oben durch ein zweiachsiges Zwerchhaus mit Eckpilastern und hohem Gebälk abgeschlossen. Rechts und links davon sind pilastergerahmte stehende Gauben mit Dreiecksgiebeln angeordnet. Der Dachaufbau ähnelt dem des vier Jahre zuvor erbauten Nachbarhauses Nr. 32. |                    |
| Mohrenstraße 31 (Standort) Wohn- und Geschäftshaus D-4-63-000-355                  | Den 1893 ausgeführten Bau des dreigeschossigen Wohn- und Geschäftshauses mit Mansarddach leitete, wie auch beim Haus Nr. 33, Maurermeister Martin Renner. Auftraggeber für beide Häuser war der Hofkonditor Albert Axthelm. Die dreigeteilte Fassade greift, wie viele Häuser in Coburg, die Formensprache des manieristischen Historismus auf, was sich in der Verwendung genuteter Pilaster verdeutlicht. Den Mittelteil der Fassade bildet ein flacher Risalit, in dem die Fenster zu Dreiergruppen zusammengefasst und von Sturzgesimsen überfangen sind. Auch die seitlichen Fenster tragen solche Sturzgesimse, die mit denen des Mittelteils eine betonte Bänderung bilden. Das mittlere Fenster im ersten Obergeschoss wird zusätzlich durch einen Segmentbogen mit Kartusche hervorgehoben, die mit AM bezeichnet ist. Das Zwerchhaus mit Mansardwalmdach greift die Gliederung der mittleren Fassade vereinfacht auf. Die seitlichen Turmgauben sind ähnlich derer in Nr. 21, 23 und 25 ausgeführt. 1961 erhielt das Erdgeschoss anstelle der ursprünglichen Segmentbogenfenster eine durchgehende Schaufensteranlage. |                    |
| Mohrenstraße 32 (Standort) Wohn- und Geschäftshaus D-4-63-000-356                  | Johannes Köhler erbaute 1893 in Ziegel mit Sandsteingliederungen das dreigeschossige Mansarddachhaus für die Postdirektorswitwe Constanze Behling im Stil der Neurenaissance. Die Fassade gliedert sich in drei flache Risalite mit Doppelfensterachsen und Zwischenfelder mit einer Achse. Dem mittleren Risalit ist ein zweigeschossiger vierachsiger Konsolerker vorgesetzt. Ein Doppelgesims trennt das 1958 und 1977 modern ausgebaute Erdgeschoss vom ersten Obergeschoss, in dem die äußeren Fenster Dreiecks-, die inneren Segmentbogengiebel tragen, die bis zum Sohlbankgesims im zweiten Obergeschoss reichen. Die äußeren Doppelfenster werden durch Pfeiler geteilt. Die Fenster im zweiten Obergeschoss tragen ein Sturzgebälk mit Zahnschnitt zwischen Konsolen. Der Zahnschnitt wiederholt sich im Kranzgesims, das um die Risalite verkröpft ist. Die schmalen Fenster im Erker ruhen auf diamantierten Brüstungen und schließen in beiden Geschossen mit einem Triglyphenfries ab. 1923 erfolgte durch Paul Schaarschmidt der Aufbau eines Dachstuhles auf die bestehende Mansarde, dessen Mitte ein Dachaufbau mit einem zweiachsigen Zwerchgiebel beherrscht, den eine Attika mit Reliefdarstellung abschließt. Die übrigen Fensterachsen setzen sich nach oben durch Gauben mit Segmentbogengiebeln fort. Zwei zweigeschossige Rückgebäude mit Satteldächern schließen sich in rechten Winkeln an das Hauptgebäude an. |                    |
| Mohrenstraße 33 (Standort) Wohn- und Geschäftshaus D-4-63-000-357                  | Maurermeister Martin Renner baute dieses Eckhaus mit kolossaler Gliederung 1893 zusammen mit dem Haus Nr. 31 ebenfalls für den Hofkonditor Albert Axthelm an der Einmündung der Badergasse in die sich hier zum Platz erweiternde Mohrenstraße. Die Lage des Hauses auf einem dreieckigen Kopfgrundstück ermöglichte eindrucksvolle Schaufassaden zu beiden Straßen hin. Der rund hervortretende Eckturm an der Grundstücksspitze trug ursprünglich eine welsche Haube, die 1953 einem schlichteren Dach wich. Der Turm geht, durch Pilaster gegliedert, vom Rund zum Polygon im Dachgeschoss über. In der abgeschrägten Ecke des Erdgeschosses befindet sich der Hauseingang, den eine korinthische Ädikula mit Säulen rahmt. Ein Brüstungsgesims trennt das Erdgeschoss vom vierachsigen Oberbau. Hinter den original erhaltenen Schaufenstern verbirgt sich ein 1962 ausgebautes Ladengeschäft mit einem Eingang, der in seiner schmuckvollen Ausführung dem Eckportal gleicht. Ionische Halbsäulen fassen die äußeren Fensterachsen ein. Bogenverdachungen schließen die Fenster im ersten Obergeschoss ab. Die beiden im Dachbereich außen platzierten Zwerchgiebel sind im Stil der nordischen Spätrenaissance gestaltet. Zwischen ihnen befinden sich zwei Standgauben. Die Front zur Badergasse ist ähnlich der zur Mohrenstraße ausgeführt, jedoch in einer niedrigeren Dekorform. |                    |
| Mohrenstraße 36 (Standort) Wohn- und Geschäftshaus D-4-63-000-358                  | Das Eckgrundstück an der Einmündung der Webergasse in die hier platzartig erweiterte Mohrenstraße bebaute 1908 August Berger mit einem dreigeschossigen Wohn- und Geschäftshaus, das in seiner Formensprache eine eigentümliche Mischung von Elementen der deutschen Spätgotik und der Renaissance aufweist. So stellt zwar der Eckturm mit welscher Haube ein Pendant zu dem 15 Jahre früher im Stil der Spätrenaissance entstandenen am Haus Nr. 38 dar, trägt aber im Gegensatz zu diesem über dem eingeschrägten Eckportal eine spätmittelalterliche „Kaufmannslaube“, einen halbgeschossigen Dreieckserker mit zwei Fenstern unter bossiertem Sturz. Zwei weite Bögen im Erdgeschoss zur Mohrenstraße und einer zur Webergasse wiederholen das spätmittelalterliche Motiv, ebenso der zweigeschossige Kastenerker an der Hauptfassade mit Stabwerk und einer Altane mit Maßwerkbrüstung. Das zweite Obergeschoss mit den zwei Dachgeschossen tritt risalitartig leicht hervor, nach oben hin von einem Schweifgiebel in der Art der frühen Renaissance abgeschlossen. Ein zweigeschossiger Kastenerker mit Volutengiebel zur Webergasse schmiegt sich eng an den Eckturm, gefolgt von einer Fensterachse, die ihren Abschluss in einer Standgaube mit Segmentbogen findet. Die Fenster am ganzen Haus sind ohne besondere Differenzierung rechteckig, nur im ersten Obergeschoss tragen sie bossierte Stürze. |                    |
| Mohrenstraße 38 (Standort) Wohn- und Geschäftshaus D-4-63-000-359                  | Das Wohn- und Geschäftshaus errichtete 1910 der Bauunternehmer Hans Münscher im historisierenden Heimatstil. Das Gebäude diente anfangs als Hotel und Lichtspieltheater. Im Jahre 1921 veranlasste die Bayerische Disconto- und Wechsel-Bank AG für eine Filiale, nach Plänen des Architekten Arthur Bergmann, einen Umbau des Kellers und ersten Obergeschosses sowie im Erdgeschoss eine Teilentkernung und Fassadenneugestaltung. Weitere Instandsetzungen und Umbauten folgten 1960 und 1980. Die letzten Umbaumaßnahmen im Jahre 2004 ließ die VR-Bank Coburg-Rennsteig eG für ihr Kompetenzzentrum ausführen. Das dreigeschossige Eckhaus an der Gasse Mauer ist giebelständig zur Mohrenstraße, wo der hohe Mansarddachstuhl mit seinen zwei Zwischendecken durch einen verschieferten, etagenweise vorspringenden Giebel abgeschlossen wird. Die Fassade ist an der Hausecke im Erdgeschoss schräg und in den Obergeschossen erkerartig, zurücktretend ausgebildet. Auf der Langseite in der Gasse Mauer ist ein zweifaches, risalitähnliches Vorspringen der Fassade vorhanden. Dort sind Einzel- und Doppelfenster in 13 Achsen angeordnet, die verschieden groß vor allem rechteckig, aber auch segmentbogig gestaltet sind. Den Abschluss der Fassade in der Mauer bilden ein Eckrisalit und ein dazu nach rechts verschobenes Zwerchhaus. |                    |

## Mohrenweg
| Adresse Bezeichnung Akten-Nr. | Beschreibung | Foto |
| --- | --- | ---- |
| Mohrenweg (Lage) | Der kurze Mohrenweg entstand 1910/11 auf einem zugeschütteten Flutgraben. Er verbindet westlich der Itz die Bahnhofsstraße mit der Mohrenstraße und weist eine moderne Bebauung auf. |      |
| Mohrenweg (Standort) Zwei Reliefplatten des abgebrochenen Ateliers des Theatermalers Friedrich Lütkemeyer (ehemals Kanalstraße 10) D-4-63-000-361 | Der Coburger Theatermaler Friedrich Lütkemeyer hatte eines seiner Ateliers im Haus Kanalstraße 10, das in den 1960er Jahren abgebrochen wurde. Auf dem Giebel befanden sich zwei Relieftafeln aus gelblichem Sandstein, die der Bildhauer August Sommer um 1905 fertigte. Beide fanden in einer kleinen Grünanlage vor dem Parkhaus Mohrenstraße einen neuen Platz. Die rechte Platte schildert den wilden Tanz eines Satyrn mit einer Mänade, bei der es sich um Antiope handeln könnte. Durch die Darstellung der wehenden weiten Stoffe und der heftigen Drehung der Körper wird das ekstatische Element des Tanzes hervorgehoben. Die linke Platte zeigt eine junge Frau mit Lorbeerzweig, die auf dem Rücken eines Stieres sitzt. Eine junge Frau mit Leier läuft hinter ihr her, eine zweite steht im Vordergrund. Sie hält eine große Meeresschnecke an ihr Ohr. Das Relief verbildlicht die Entführung der Europa durch Zeus (Stier) am Strand, worauf das Motiv der Meeresschnecke und die beiden lyrischen Jungfrauen als Gespielinnen der Europa hinweisen. |      |

## Mühldamm
| Adresse Bezeichnung Akten-Nr.                       | Beschreibung | Foto |
| --------------------------------------------------- | --- | ---- |
| Mühldamm (Lage)                                     | Der Mühldamm verläuft links der Itz nordwärts. Er beginnt an der Ketschenbrücke und endet nach einem Bogen Richtung Osten an der Sally-Ehrlich-Straße. Der Namen kann auf die Insel Mühldamm zurückgeführt werden, die in gleicher Lage durch die Itz und den östlich davon verlaufenden Angermühlgraben umschlossen wurde. Die Angermühle stand bis 1875. Im nördlichen Abschnitt besteht die Bebauung aus historistischen Einzel- und Doppelhäusern. |      |
| Mühldamm (Standort) Brockardt-Brücke D-4-63-000-722 | Die Brockardt-Brücke ist ein Fußgängersteg, der die Itz überspannt und den Mühldamm mit dem Sonntagsanger verbindet. Das Bauwerk aus Eisenfachwerk wurde 1891 von der Stuttgarter Firma Christian Leins für den Coburger Baumeister Bernhard Brockardt als Privatsteg errichtet und 1933 an die Stadt Coburg abgetreten. Die Konstruktion der Trogbrücke weist beidseitig eiserne Fachwerkträger mit diagonalen Winkelprofilen und horizontalen T-Profilen auf. Pfeiler mit gewölbter Deckplatte und Kugelaufsatz markieren die Brückenköpfe. |      |
| Mühldamm (Standort) Uferbefestigung D-4-63-000-723  | An der Frankenbrücke wurden 1909 einige Hochwassersicherungsmaßnahmen der Itz durchgeführt. Dazu gehörte unter der Brücke der Neubau der Ufermauer von Max Böhme. Die in Jugendstilformen entworfene Mauer weist leicht vorspringende Mauerpfeiler in Sandstein auf. Dargestellt sind überlebensgroß Kröten, Frösche und Seepferdchen. |      |
| Mühldamm 1 (Standort) Mietshaus D-4-63-000-362      | Gustav Keßler erbaute 1903 das zweigeschossige Mansardwalmdachhaus an der Ecke zum Zinkenwehr für den Hofzimmermaler Hans Schütz. Er orientierte sich dabei an Neuregenceformen mit symmetrischem Bandelwerk. Das Mietswohnhaus ist zur Kreuzung hin abgeschrägt. Ein Konsolerker mit gestufter Haube und einem dreiachsigen geschweiften Giebel in der ausgebauten Mansarde tritt an der vierachsigen Fassade zum Zinkenwehr markant hervor. An dieser Hausseite befindet sich auch der Eingang, der hinter dem straßenseitigen Block mit der geknickten Fassade und einem schrägen Winkelbau leicht zurücktritt. Die Haustür stammt noch aus der Erbauungszeit. Stuckierte C-Spangen mit Wappenfeldern befinden sich über dem kleeblattförmigen Eingang. Die Seite zum Mühldamm prägt ein Risalit mit zweigeschossigem Erker und geschweiftem Zwerchhausgiebel. Ein zweiachsiger Anbau mit Altane ist der Südseite vorgesetzt. Die Terrasse stammt aus dem Jahr 1968. |      |
| Mühldamm 6 (Standort) Wohnhaus D-4-63-000-724       | Das nördliche Eckhaus zum Zinkenwehr erbaute 1889 Bernhardt Brockardt. Das zweigeschossige Walmdachhaus in Ziegelbauweise mit Sandsteingliederungen ist in drei zu vier Fensterachsen gegliedert. Beide Fassaden werden durch jeweils zweiachsige Risalite mit Zwerchhaus betont, das ein Krüppelwalmdach mit hufeisenförmigen Schwebegebinden trägt, zum Mühldamm mit seltenen Laubsägearbeiten. An der Ecke zur Kreuzung befindet sich im Obergeschoss einen Kastenerker, der durch einen Mittelpfosten geteilt ist. Er ist von einem geknickten Spitzhelm bedeckt. Die Fenster im Erdgeschoss sind mit Entlastungsbögen versehen, die im Obergeschoss tragen Keilsteine in ihren Rahmen. In den Zwerchhausgiebeln wurden Rundbogenfenster eingebaut. Das Erscheinungsbild des Hauses wird wesentlich von den erhaltenen, getriebenen Rouleaublechen bestimmt. Ein Anbau mit Badezimmer erfolgte 1940 an der Nordostecke.                                             |      |
| Mühldamm 18 (Standort) Wohnhaus D-4-63-000-725      | An der nördlichen Biegung des Mühldamms erbaute 1888 Bernhard Brockardt das zweigeschossige Walmdachhaus, dessen zweiachsige Nordfassade sich in einen turmartig erhöhten Abschnitt, einen Filialgiebel in Fachwerk und einen niedrigen Winkeleinbau mit abgeschrägter Ecke teilt. 1900 erhielt das Haus einen dreiachsigen zweigeschossigen Dachaufbau. Der Hauseingang, der 1901 im Auftrag des Eigentümers August Wilhelm Franz Birnstiel von der West- an die Nordseite verlegt wurde, ist durch einen Halbwalmvorbau in Fachwerk überdeckt. Der Eckrisalit mit Fachwerkaufbau an der Ostseite stammt aus dem Jahr 1904. Ein weiterer, zweiachsiger Eckrisalit mit großen Fenstern tritt an der Westseite zum Mühldamm hervor. Ihm sitzt ein einachsiges Zwerchhaus mit rundbogigen Fenstern, Schwebegebinde und Schopfwalm auf. Die zweiachsige Südfassade dominiert ein Zwerchgiebel mit Krüppelwalm und rundbogigen Fenstern.                                    |      |

## Mühlgasse
| Adresse Bezeichnung Akten-Nr.                                           | Beschreibung | Foto |
| ----------------------------------------------------------------------- | --- | ---- |
| Mühlgasse (Lage)                                                        | Die Mühlgasse ist nach der Lautermühle benannt, die am Lautergraben, einem Seitenarm der Itz, in Höhe der Löwenstraße 17 lag. 1875 wurde der Lautergraben zugeschüttet und die Mühle abgerissen. Die Gasse besteht aus mehreren Abschnitten. Der westliche und nach Süden abknickende Abschnitt, am Hahnfluss entlang, hieß folglich 1862 „An der Lautermühle“. Der östliche Abschnitt, an der Webergasse beginnend, ist durch ältere zwei- bis dreigeschossige Wohnhäuser und Gebäude aus dem 19. und frühen 20. Jahrhundert gekennzeichnet. |      |
| Mühlgasse 1 (Standort) (2008 abgebrochen und durch eine Garage ersetzt) | [Das ehemals zweigeschossige traufständige Satteldachhaus aus dem 18. Jahrhundert wurde im August 2008 abgerissen. Über einem massiven Obergeschoss mit einem seitlichen Hauseingang rechts und einem 1893 eingerichteten Laden mit Eingang links sowie zwei mittigen Fenstern kragte ein verputztes Fachwerkobergeschoss mit vier Fenstern leicht vor. Anstelle zweier Einzelgauben war das Dachgeschoss seit 1914 in ganzer Breite über einem Fußwalm mit einem fünfachsigen Aufbau versehen, der die Mittelachse betonte. An der Gartenseite schloss sich ein Säulenportikus an.] (siehe Federsgarten und Webergasse 31) |      |
| Mühlgasse 2 (Standort) Mietshaus D-4-63-000-364                         | Johann Michael Probst erbaute in schwerer Zeit 1914–1916, so die Inschrift auf der Kartusche über dem Hauseingang, das dreigeschossige traufseitige Mietswohnhaus. Zwei symmetrisch angelegte Erker auf Tierkopfkonsolen bestimmen die Fassade, die etwas links der Mittelachse einen Knick vollführt, um dem Straßenverlauf zu folgen. Das fünfachsige Erdgeschoss mit Rundbogenfenstern und mittlerem Eingang stellt sich als Hochparterre dar, weil es sich über einem leicht hervortretenden Kellergeschoss erhebt. Die Fenster der Obergeschosse ruhen auf um die Erker verkröpften Brüstungsgesimsen. Die Treppenhausfenster sind halbgeschossig versetzt. Das Mansarddach ragt auf Balkenköpfen bis zur Flucht der Erker vor. Das Dach ist mit fünf stehenden Gauben besetzt. Vermutlich sollte sich ein identischer Bau auch anstelle des Nachbarhauses Nr. 1 anschließen, worauf die unbefensterte und unverputzte Ziegelmauer auf dieser Seite hindeutet. Nach dem Abbruch von Nr. 1 im Jahr 2008 könnte es zu einem entsprechenden Neubau kommen. |      |
| Mühlgasse 3 (Standort) Mietshaus D-4-63-000-726                         | Mitte des 19. Jahrhunderts entstand das dreiachsige traufständige Satteldachhaus, das in den Fachwerkobergeschossen mit Schiefer verkleidet ist, seitlich auch im Erdgeschoss. 1865 ließ der Sattler Anton Faber im vorderen Bereich des Erdgeschosses eine Werkstatt einrichten.1884 erfolgte der Um- und Ausbau des Dachgeschosses durch Tobias Frommann, dabei wurde auch das Halbwalm- zu einem Satteldach verändert, eine zweiachsige Hausgaube aufgesetzt und eine Veranda im zweiten Obergeschoss angebaut. An der Rückseite wurde 1920 das Dachgeschoss für ein Zimmer und einen Abtritt aufgestockt. Das mittlere Fenster im verputzten Erdgeschoss, das bis 1919 der Eingang war, hebt sich allein durch seine Größe hervor. Alle Fenster und der rechte Hauseingang tragen Profilrahmen. |      |
| Mühlgasse 4 (Standort) Garten D-4-63-000-73                             | (Im Bereich des hinter dem Haus Mühlgasse 4 gelegenen Federsgartens (vgl. dort) steht ein klassizistischer Grabsteinsockel unbekannter Herkunft. Auf einer quadratischen Plinthe mit Wulst und steigendem Karnies steht ein Pfeiler, der mit Wulst und Echinus abgeschossen wird und auf dem die eine profilierte Deckplatte mit geschrägter Oberseite angebracht ist. Der Pfeiler diente ursprünglich als Grabsteinsockel. Die Vorderseite ist mit einem Emblem im Kranz versehen, die Seiten tragen gekreuzte Fackeln.) Das Objekt ist in der Liste vom 30. Oktober 2013 nicht mehr aufgeführt. |      |
| Mühlgasse 5 (Standort) Wohnhaus D-4-63-000-727                          | Zunächst wurde hier ein Bretterlager von Schreinermeister Christian Walther 1863 zu einer Werkstatt mit zwei Geschossen umgebaut. Das Gebäude erhielt ein flaches Satteldach. Carl Kleemann verbreiterte 1895 für den Schreinermeister Friedrich Ehrsam die Werkstatt und baute das Erdgeschoss massiv aus. Gleichzeitig erhöhte er das Dach und setzte einen zweiachsigen Zwerchgiebel auf. Der Eingang des traufständigen dreiachsigen Hauses befindet sich auf der Giebelseite zum nordwestlichen Stich der Mühlgasse. Die Fenster sind im Erdgeschoss mit Stichbogen, im Obergeschoss mit Profilstürzen ausgeführt. Das Gartentor stammt aus dem Jahr 1912. |      |
| Mühlgasse 7 (Standort) Gerberhaus D-4-63-000-728                        | Ursprünglich stand hier ein eingeschossiges kleines Haus, das der Farbknecht Johann Heinrich Grosch 1747 abreißen ließ, um ein dreigeschossiges und traufständiges Gerberhaus in der nordwestlichen Stichgasse der Mühlgasse als vierachsige Fachwerkkonstruktion bauen zu lassen. 1880 gab es die erste Fassadenumgestaltung durch den Einbau neuer Fenster. 1895 folgte für den Packträger Johann Michael Faber die Anhebung des Daches mit dem Einbau eines Kniestocks. Das leicht vorkragende, wohl ursprünglich geöffnete zweite Obergeschoss deutete noch auf die Funktion als Gerberhaus hin. 1895 wurde auch dieses Geschoss zu Wohnzwecken umgebaut. Etwa 1992 erfolgte im Dach ein weiterer Ausbau zur Wohnung und der Einbau dreier Gauben. |      |
| Mühlgasse 9 (Standort) Gerberhaus D-4-63-000-366                        | 1730 wird das ehemalige Gerberhaus mit Walmdach im Besitz des Lautermüllers Hans Roschlau als neues Haus mit zwei Geschossen und drei Stuben beschrieben. Es steht auf dem Kopfgrundstück an der Stichgasse der Mühlgasse. Bernhard Brockardt hat es 1889 mit einem Ladeneinbau versehen und eine Klempnerwerkstatt im Auftrag der Schreinermeisterwitwe Friederike Walter eingerichtet. Über dem massiven Erdgeschoss kragt ein durch Schräghölzer gestützter Oberbau vor. Die hoch sitzenden Fenster lassen eine Fachwerkkonstruktion vermuten. Eine Schleppgaube mit Fensterband ist auf der westlichen Dachseite später eingefügt worden. 1910 erfolgte an der Nordseite der Einbau von zwei Fenstern. Das Nebengebäude wurde 1854 vom damaligen Eigentümer der Lautermühle, Müllermeister Tobias Roschlau, aufgestockt. |      |
| Mühlgasse 12 (Standort) Wohnhaus D-4-63-000-367                         | Schreinermeister Gustav Walter ließ 1879 diesen klassizistischen Neubau eines Wohnhauses von Hans Rothbart errichten. Die Ecke des dreigeschossigen Hauses ist abgeschrägt und mit einem kleinen Dreiecksgiebel abgeschlossen. Beide dreiachsigen Fassaden werden durch kräftige Horizontalgesimse geteilt. Profilstürze, Dreiecks- und Segmentbogenverdachungen befinden sich über den Fenstern des ersten Obergeschosses. Das Kranzgesims wird von einem Fries mit Konsolen und Rosetten gebildet. Die beiden Doppelgauben entstanden 1892. Der Einbau eines Badezimmers an der Südwestseite und der Anbau einer Veranda an der Nordwestseite erfolgten 1896. Ein neuer Eingangsbereich entstand 1934 unter der Veranda. |      |